# Mistrzostwa Świata w Snookerze 2009

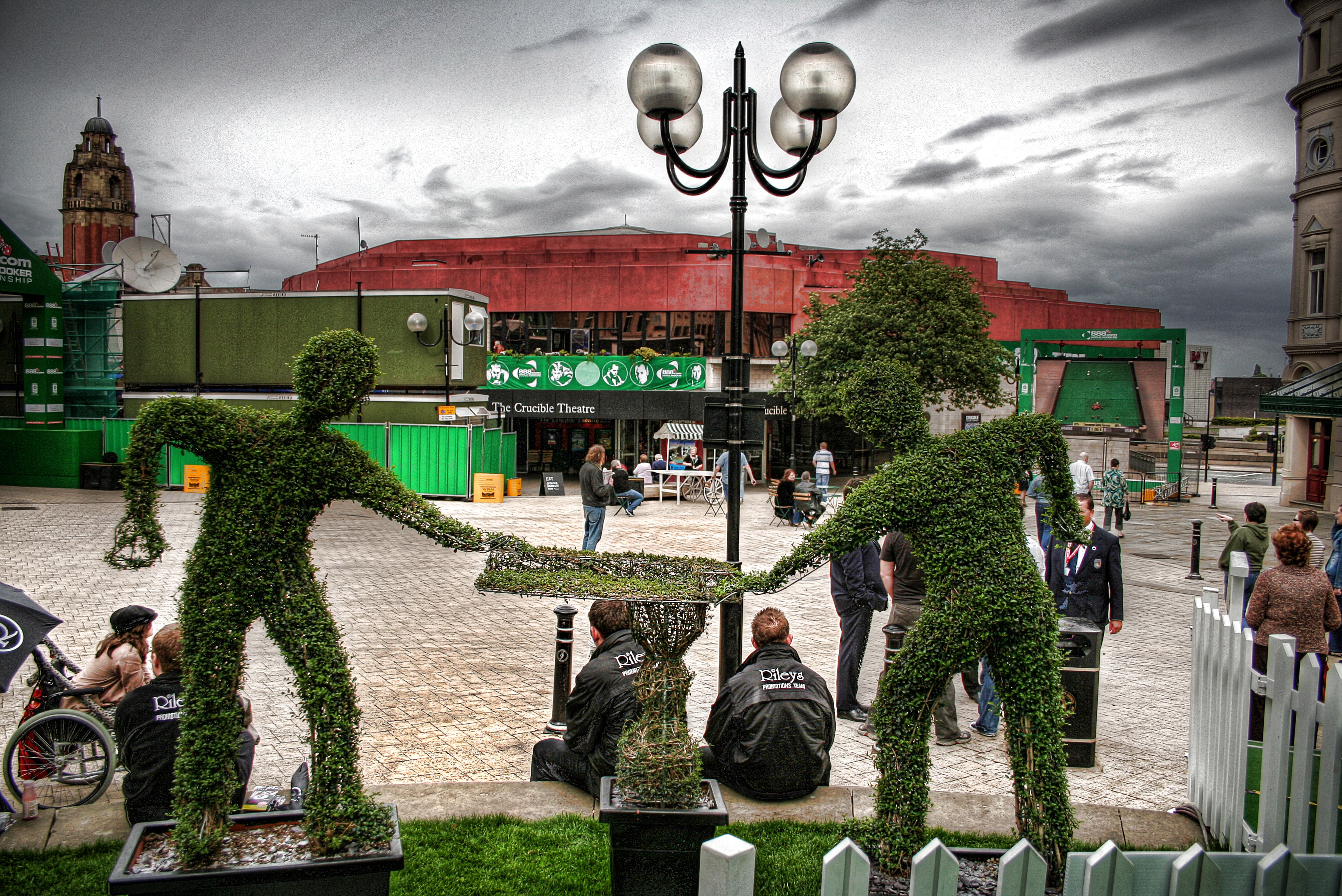
Crucible Theatre, miejsce rozgrywania turnieju

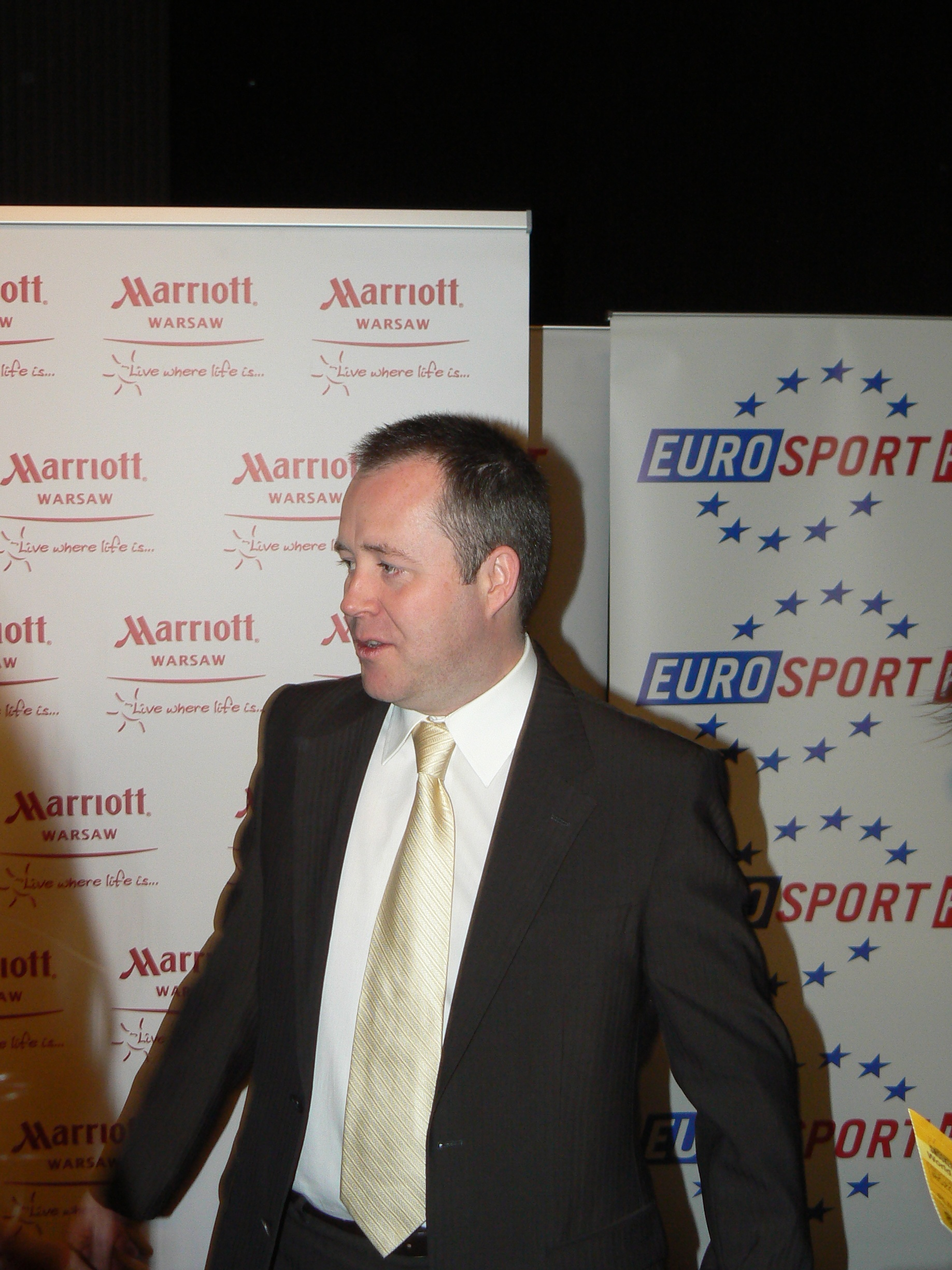
John Higgins – zwycięzca turnieju

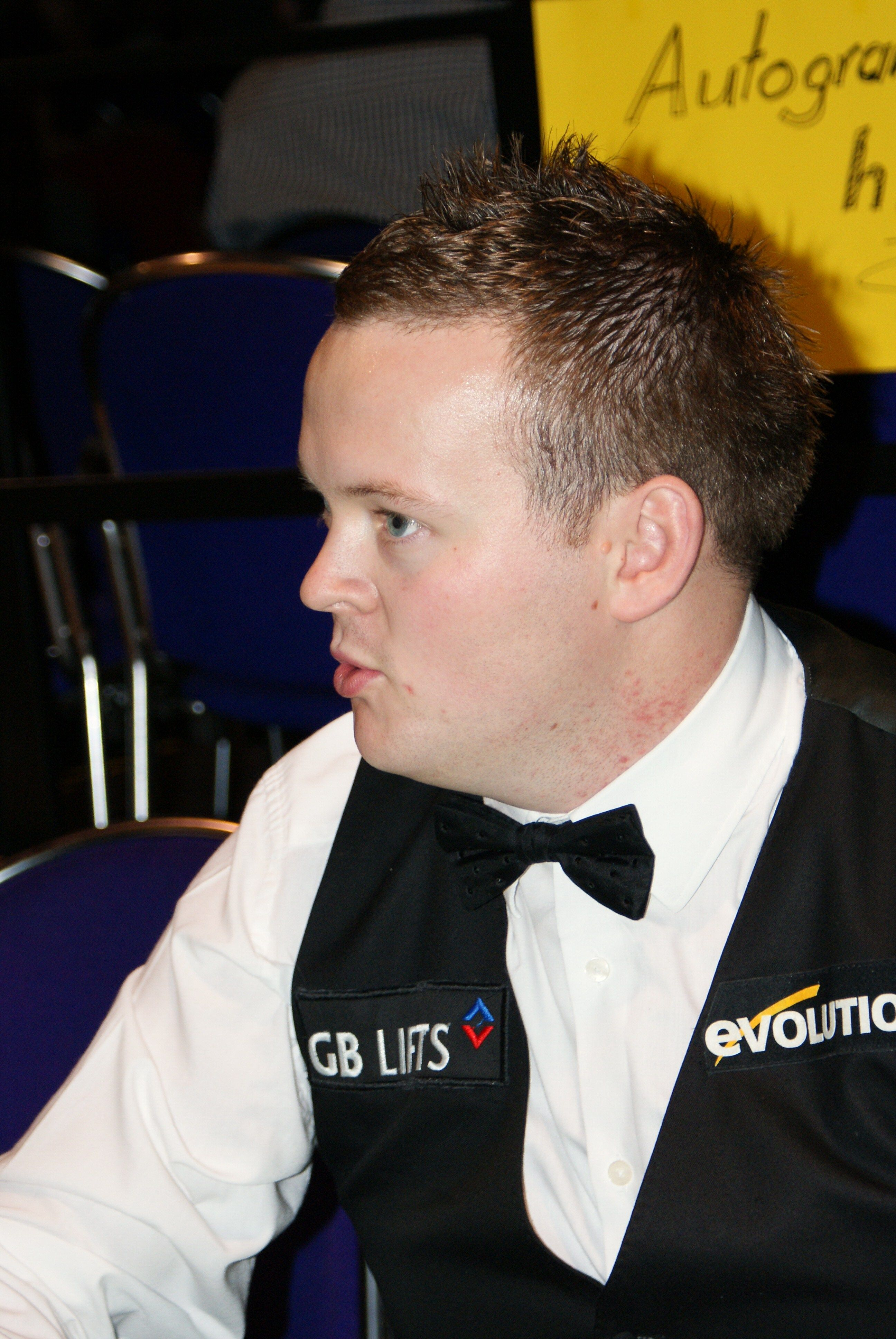
Shaun Murphy – wicemistrz świata

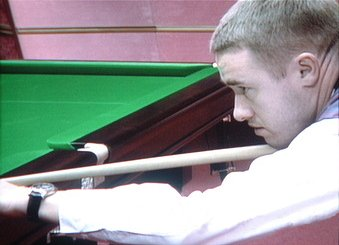
Stephen Hendry – zdobywca najwyższego breaka (147 punktów)

Mistrzostwa Świata w Snookerze 2009 (The 2009 Betfred.com World Snooker Championship) – 76. edycja mistrzostw świata w historii tej dyscypliny sportowej, która odbyła się w dniach 18 kwietnia – 4 maja 2009 roku w Crucible Theatre w Sheffield. Były ósmym, ostatnim turniejem rankingowym sezonu snookerowego 2008/2009. Zwycięzca turnieju otrzymał 10 tysięcy punktów rankingowych oraz 250 tysięcy funtów brytyjskich. Obrońcą tytułu był lider listy rankingowej Ronnie O’Sullivan. W fazie głównej turnieju wzięło udział 32 zawodników, 16 graczy miało zapewniony udział w I rundzie z racji miejsca w pierwszej szesnastce listy rankingowej, pozostała szesnastka wywalczyła miejsce w mistrzostwach grając w kwalifikacjach.
Z powodu kryzysu ekonomicznego, w jakim znalazł się snooker, turniej po raz pierwszy od 1975 roku miał nie mieć sponsora tytularnego, jednak w kwietniu 2009 roku Światowy Związek Snookera podpisał umowę z firmą bukmacherską. Począwszy od roku 2009 i przez kolejne cztery lata głównym sponsorem Mistrzostw świata będzie Betfred.com.
Mecze kwalifikacyjne odbyły się w dniach 25 lutego – 4 marca oraz 8–10 marca 2009 roku w English Institute of Sport w Sheffield.

## Organizacja turnieju

### Losowanie
Losowanie par pierwszej rundy zostało przeprowadzone 11 marca 2009 roku (o godzinie 9:45 GMT). Relacja była transmitowana na żywo w BBC Radio Sheffield.

### Nagrody
Nagrody były wypłacane w funtach brytyjskich. Nagrody za osiągnięcie danej fazy turnieju nie sumowały się, nagrody za breaki były wypłacane niezależnie od osiągniętej fazy rozgrywek, przy czym obowiązywały dwie stawki: za breaki osiągnięte w kwalifikacjach i breaki osiągnięte w fazie głównej turnieju.
Łączna zarezerwowana pula nagród to 1 111 000 funtów (milion sto jedenaście tysięcy).
|                                                   | Nagroda     |
| ------------------------------------------------- | ----------- |
| Zwycięzca                                         | 250 000 £   |
| Finalista                                         | 125 000 £   |
| Półfinalista                                      | 52 000 £    |
| Ćwierćfinalista                                   | 24 050 £    |
| Ostatnia 16                                       | 16 000 £    |
| Ostatnia 32                                       | 12 000 £    |
| Ostatnia 48                                       | 8 200 £     |
| Ostatnia 64                                       | 4 600 £     |
| Najwyższy break w fazie zasadniczej turnieju      | 10 000 £    |
| Najwyższy break w fazie kwalifikacyjnej turnieju  | 1 000 £     |
| Break maksymalny w fazie zasadniczej turnieju     | 147 000 £   |
| Break maksymalny w fazie kwalifikacyjnej turnieju | 5 000 £     |
| Łączna pula nagród                                | 1 111 000 £ |

### Punkty do rankingu
- Zwycięzca turnieju otrzymał: 10000 punktów rankingowych.
- Wicemistrz (runner up): 8000 punktów rankingowych.
- Półfinaliści: 6400 punktów rankingowych.
- Ćwierćfinaliści: 5000 punktów rankingowych.
- Ostatnia 16: 3800 punktów rankingowych.
- Ostatnia 32: 2800 punktów (w przypadku zawodników nierozstawionych) lub 1400 (w przypadku zawodników rozstawionych).

Punktowane były również poszczególne fazy kwalifikacji, przy czym jeżeli rozstawiony zawodnik (grający pierwszy mecz w eliminacjach) przegrywał spotkanie wówczas dostawał połowę punktów przewidzianych za udział w danej fazie kwalifikacji. Punktacja prezentowała się następująco:
- Ostatnia 48: 2300 punktów rankingowych (1150 dla zawodnika rozstawionego).
- Ostatnia 64: 1800 punktów rankingowych (900).
- Ostatnia 80: 1300 punktów rankingowych (650).
- Ostatnia 96: 800 punktów rankingowych (400).

### Sędziowie
- Michaela Tabb (sędzia finału)[6]
- Colin Humphries
- Alan Chamberlain
- Brendan Moore
- Pete Williamson
- Terry Camilleri
- Jan Verhaas
- Eirian Williams
- Leo Scullion

### Ceny biletów
Bilet na mecze kwalifikacyjne (ważny przez cały dzień) kosztował 7,5 funta.
Ceny biletów na mecze fazy głównej przedstawiały się następująco:
1. 12 funtów za: jedną sesję (poranną lub popołudniową) meczu I rundy lub II rundy.
2. 17 funtów za: jedną sesję (wieczorną) meczu I lub II rundy.
3. 18 funtów za: jedną sesję (poranną lub wieczorną) meczu ćwierćfinałowego.
4. 23 funty za: jedną sesję (wieczorną) meczu ćwierćfinałowego oraz za jedną sesję (poranną lub popołudniową) meczu półfinałowego.
5. 30 funtów za: jedną sesję (wieczorną) meczu półfinałowego.
6. 42 funty za: I, II i III sesję meczu finałowego (jest to kolejno: popołudniowa, wieczorna i popołudniowa sesja).
7. 55 funtów za IV (wieczorną) sesję meczu finałowego.

Bilety (na większość meczów w fazie głównej) rozeszły się niemal natychmiast.

## Uczestnicy

### Zakwalifikowani z listy rankingowej
W turnieju najwyżej rozstawiany jest obrońca tytułu. W roku 2009 był nim Ronnie O’Sullivan, który jednocześnie był wówczas liderem światowej listy rankingowej na sezon 2008/09.
|                   | Państwo           | Liczba repr. | % uczestników |
| ----------------- | ----------------- | ------------ | ------------- |
| Anglia            | Anglia            | 18           | 56,25%        |
| Szkocja           | Szkocja           | 5            | 15,625%       |
| Irlandia Północna | Irlandia Północna | 3            | 9,375%        |
|                   | Chiny             | 2            | 6,25%         |
| Walia             | Walia             | 2            | 6,25%         |
| Australia         | Australia         | 1            | 3,125%        |
| Hongkong          | Hongkong          | 1            | 3,125%        |

1. Ronnie O’Sullivan (obrońca tytułu) (2R)
2. Stephen Maguire (QF)
3. Shaun Murphy (F)
4. Mark Selby (QF)
5. John Higgins MBE (W)
6. Stephen Hendry MBE (QF)
7. Allister Carter (2R)
8. Ryan Day (QF)
9. Peter Ebdon (1R)
10. Neil Robertson (SF)
11. Ding Junhui (2R)
12. Joe Perry (1R)
13. Graeme Dott (2R)
14. Marco Fu (2R)
15. Mark King (2R)
16. Mark Allen (SF)

### Wyłonieni w ramach kwalifikacji
Uczestnicy wyłonieni w kwalifikacjach (w nawiasie numer zajmowany na liście rankingowej):
| - Jamie Cope (19) (2R) - Joe Swail (20) (1R) - Stuart Bingham (21) (1R) - Mark J. Williams (22) (1R) - Nigel Bond (23) (2R) - Stephen Lee (26) (1R) - Barry Hawkins (27) (1R) - Steve Davis OBE (29) (1R) | - Gerard Greene (33) (1R) - Michael Holt (34) (1R) - Ricky Walden (35) (1R) - Andrew Higginson (38) (1R) - Liang Wenbo (40) (1R) - Rory McLeod (44) (1R) - Jamie Burnett (45) (1R) - Martin Gould (63) (1R) |

### Przewidywania bukmacherów przed rozpoczęciem turnieju
Główny sponsor turnieju, Betfred.com następująco oceniał szansę poszczególnych zawodników na zdobycie tytułu mistrza świata (stan z 12 kwietnia 2009, stawki są podane w systemie dziesiętnym decimal):
| 5 graczy największymi szansami                                                                               | 5 graczy z najmniejszymi szansami                                                                     |
| --- | --- |
| - Ronnie O’Sullivan (3,25) - Mark Selby (8) - Stephen Maguire (9) - John Higgins (13) - Allister Carter (13) | - Steve Davis (301) - Martin Gould (301) - Nigel Bond (501) - Rory McLeod (501) - Jamie Burnett (501) |

## Przebieg turnieju

### Przebieg rundy pierwszej

#### 18 kwietnia
Tego dnia całe swoje spotkanie rozegrał obrońca tytułu – Ronnie O’Sullivan ze Stuartem Binghamem. Faworytem tego spotkania był O’Sullivan, w sezonie 2008/2009 (do MŚ) rozegrał on ponad 2 razy więcej frame’ów niż jego rywal i wbił 33 turniejowych breaków stupunktowych (Bingham zaś tylko 2). Mecz był zaplanowany na sesję poranną i wieczorną. Po pierwszej sesji tego pojedynku był wynik 6:3 (2:2 do przerwy) dla O’Sullivana, wyniki poszczególnych partii: 69-9 (61), 140-0 (140), 1-103 (67), 4-61, 32-101 (58), 74-48, 73-23, 104-0 (104), 74-29 (73). W wieczornej sesji mecz został dokończony, rozegrano 6 partii, z czego 4 wygrał Ronnie O’Sullivan zwyciężając tym samym w meczu 10:5 i awansując do drugiej rundy. W sesji wieczornej obaj zawodnicy zdobyli breaka stupunktowego. Wyniki poszczególnych frame’ów: 78-16 (78), 0-84 (80), 0-100 (100), 103-0 (94), 143-0 (100), 119-0 (97).
W sesji porannej pierwszą sesje swojego meczu miał rozegrać Mark King oraz Rory McLeod, mecz jednak został przerwany po 6 partiach (przy stanie 3:3), gdyż w przeciągu niespełna 4 godzin udało się rozegrać tylko 2/3 przewidzianych na tę sesję frame’ów. Mecz został wznowiony o godzinie 11:00 w dniu 19 kwietnia. Wyniki partii: 27-59, 76-30 (70), 73-27 (61), 71-47, 31-68, 40-73.
Stephen Hendry oraz Mark Williams rozpoczęli swój mecz w sesji popołudniowej. Hendry prowadził do przerwy 3:1, jednak całą sesję przegrał 4:5. Wyniki poszczególnych partii sesji: 99-25 (72), 67-12, 0-75 (75), 70-6 (61), 73-1, 0-74 (57), 32-86, 15-67 (66), 30-66.
W drugim pojedynku rozgrywanym w sesji popołudniowej tego dnia Graeme Dott – Barry Hawkins było 4:5. Wyniki poszczególnych partii tej sesji: 0-122 (82), 71-33, 87-0 (71), 7-56, 42-78 (50), 1-143 (129), 112-0 (82), 92-0, 15-68 (67).
W sesji wieczornej swój mecz rozpoczął Allister Carter z Gerardem Greenem. Do przerwy był wynik 3:1 dla Cartera, zaś po 9 partiach zawodnik ten prowadził 6:3. Wyniki frame’ów: 68-22, 74-5, 62-45, 48-67, 89-0 (89), 91-17 (91), 65-6 (53), 0-100 (62), 17-61.

#### 19 kwietnia
W sesji porannej mecz rozpoczął Martin Gould z Markiem Allennem. Do przerwy prowadził 3:1 Allen, zaś po 9 partiach prowadził on 7:2. Wyniki poszczególnych partii: 49-69 (69), 19-83 (65), 75-12 (71), 39-73, 14-84, 0-77 (77), 0-129 (129), 1-99 (52), 62-57.
Drugą sesje spotkania rozegrał również Mark King z Rory McLeodem. Rozegrano 8 partii tego meczu, po których był wynik 9:5 dla Kinga. Wyniki poszczególnych partii: 31-81, 72-43 (66), 114-0 (114), 129-0 (75, 50), 76-1 (67), 31-64, 72-0 (65), 68-14 (54).
W sesji popołudniowej zakończył się mecz Allister Carter – Gerard Greene wynikiem 10:5 dla Cartera. Wyniki partii tej sesji: 19-60 (52), 67-66, 84-0 (68), 2-91 (55), 77-71, 82-31.
Swój pojedynek rozpoczął Mark Selby oraz Ricky Walden, do przerwy był wynik 3:1 dla Selby’ego, wygrał on również całą sesję 6:3, wyniki poszczególnych partii: 75-35, 85-0, 0-90 (90), 77-8, 95-6 (61), 0-113 (78), 84-6 (62), 36-74 (52), 74-53 (53 Selby).
W sesji wieczornej mecz dokończali: Stephen Hendry i Mark Williams. Hendry’emu udało się wygrać pięć partii z rzędu i doprowadzić od stanu 5:7 do 10:7. Wyniki frame’ów tej sesji: 60(51)-64, 74(65)-8, 14-71(42), 70(51)-69, 100(83)-20, 68(53)-54, 77(53)-40(40), 64-54.
W drugim spotkaniu sesji wieczornej, swój pojedynek dokończyli: Graeme Dott i Barry Hawkins. Hawkins prowadził po pierwszej sesji 5:4, jednak po wznowieniu pojedynku udało mi się wygrać 3 partie i ostatecznie mecz przegrał 8:10. Wyniki partii tej sesji (Dott – Hawkins): 95(70)-41, 0-105(105), 91(91)-0, 104(95)-5, 70(69)-45, 0-75(75), 45(37)-85(84), 83-8, 70(46)-63(63).
Zakończył się również mecz Marka Kinga i Rory McLeoda. Ostatecznie King zwyciężył w tym meczu 10:6. Mecz został dokończony w trzeciej (nieplanowanej) odsłonie, ze względu na wolne tempo rozgrywania pojedynku.

#### 20 kwietnia
W sesji porannej zakończył się mecz Mark Allen – Martin Gould. Allen zwyciężył 10:6. Wyniki partii: 41-96 (87), 0-90 (90), 8-77 (74), 68-17, 102-21 (84), 1-96 (68), 88-9 (88).
Rozpoczął się mecz Marco Fu – Joe Swail. Pierwszą sesję pojedynku wygrał Fu, 5:4. Wyniki poszczególnych frame’ów: 111-4 (111), 0-84 (54), 80-1, 20-72, 6-81, 88-6 (87), 74-56, 0-91 (50), 124-0 (124).
W sesji popołudniowej dokończony został pojedynek Mark Selby – Ricky Walden. Selby kontrolując kilku frame’ową przewagę zakończył mecz na swoją korzyść wynikiem 10:6. Zdobywając w tej sesji 3 breaki stupunktowe. Wyniki poszczególnych frame’ów: 127-0 (127), 9-71, 74-11 (58), 0-100 (100), 117-15 (117), 0-78, 117-7 (101).
W drugim meczu sesji popołudniowej rozgrywany był mecz pomiędzy dwoma reprezentantami Chin: Ding Junhui i Liangiem Wenbo. Odsłona tego pojedynku zakończyła się minimalnym zwycięstwem Dinga 5:4. Wyniki frame’ów: 76-7 (71), 49-61, 68-50, 64-31, 69-49, 16-110 (90), 4-95 (95), 61-48, 59-71.
Wieczorem zakończył się pojedynek Marco Fu – Joe Swail. Reprezentant Hongkongu pokonał nierozstawionego Swaila 10:4. Po meczu Fu powiedział: I was able to play to the same standard as I did this morning, I was hitting the ball very well and making a lot of breaks, my safety was good and overall I’m quite happy with my game and that I was able to do that on the match table. (Mogłem grać trzymając te same standardy co rano, uderzałem bile bardzo dobrze i robiłem mnóstwo breaków, moja gra na odstawnych była dobra i ogólnie jestem zadowolony z mojej gry, co mogłem pokazać podczas tego meczu na stole).
Rozpoczął się mecz Joe Perry – Jamie Cope. Pomimo iż Perry był w tym spotkaniu zawodnikiem rozstawionym, to według całosezonowych statystyk miał zbliżone osiągnięcia do Cope’a (podobna liczba rozegranych frame’ów). Sesję tego meczu wygrał minimalnie Perry 5:4; wyniki partii: 40-61, 67-46, 79-0 (79), 71-60, 64-41, 12-66, 0-71 (71), 119-0 (110), 0-81 (81).

#### 21 kwietnia
W sesji porannej zakończył się mecz Ding Junhui – Liang Wenbo. W pojedynku dwóch Chińczyków lepszy okazał się rozstawiony w turnieju Junhui, który zwyciężył w meczu 10:8 (od stanu 7:8). Wyniki frame’ów: 82-8 (58), 73-52 (72, 52), 0-128 (51,77), 0-72 (68), 0-73, 20-91 (91), 112-22 (111), 100-0 (91), 92-14 (63).
Na drugim stole rozpoczął się mecz Peter Ebdon – Nigel Bond. Pojedynek był toczony w wolnym tempie i sesja zakończyła się po ośmiu z dziewięciu zaplanowanych frame’ów. Niespodziewanie prowadził niżej w rankingu notowany Bond 5:3 (3:1 do przerwy). Wyniki frame’ów (Ebdon – Bond): 58(54)-66, 113(113)-0, 6-74(74), 52-79(43), 95(65)-0, 24-65(37), 28-83(60), 62(36)-48(44).
W sesji popołudniowej zakończył się mecz Joe Perry – Jamie Cope. Ubiegłoroczny półfinalista, Perry, wygrał tylko jednego frame’a i został pierwszym rozstawionym zawodnikiem, który pożegnał się z turniejem. Cope okazał się lepszy w sześciu spośród siedmiu partii drugiej sesji i pewnie awansował do II rundy, zwyciężając ostatecznie 10:6. Wyniki frame’ów: 0-85(81), 56(32)-75(75), 30-79(78), 76(60)-25, 31-73(73), 32-71(50), 4-71(37).
Również w sesji popołudniowej swój mecz rozpoczęli Shaun Murphy i Andrew Higginson. Tę odsłonę spotkania wygrał nieznacznie Murphy (5:4). Wyniki frame’ów: 37-65, 77-20, 128-1 (123), 20-85 (60), 62-27, 65-21 (54), 61-71 (Murphy 56) 14-69, 68-9.
W sesji wieczornej grę wzowili Peter Ebdon i Nigel Bond. Ebdonowi udało się wygrać dwa pierwsze frame’y, jednak później partie wygrywał już tylko Bond, który zwyciężył w meczu 10:5. Wyniki partii: 1-7, 55-37, 0-79 (58), 39-63, 56-72, 34-83, 13-62. Po meczu Bond powiedział m.in.: I feel that I played ok. throughout the match but it I knew it was going to be tough game today because Peter is a quality player and he makes it very difficult for you, even if he’s not on top form, it is hard to beat him. (Czułem, że grałem dobrze przez cały mecz, ale wiedziałem, że to będzie trudna gra dzisiaj, Peter jest wartościowym zawodnikiem i zawsze sprawia problemy, nawet jeżeli nie jest w szczytowej formie, trudno go pokonać).
Rozpoczął się mecz Neil Robertson – Steve Davis. Ta odsłona zakończyła się zwycięstwem Robertsona 7:2 Wyniki poszczególnych frame’ów: 61-9, 81-0 (73), 0-76 (51), 71-25 (53), 83-25 (69), 62-50, 88-0 (88), 18-74 (59).

#### 22 kwietnia
W porannej sesji mecz rozpoczął Ryan Day i Stephen Lee. Day zdecydowanie zwyciężył sesję 6:3. W 9 partiach padł tylko jeden break powyżej 50 punktów. Wyniki partii: 57-66, 98-9, 84-13 (65), 72-42, 59-57, 82-2, 8-78, 120-0, 31-77.
W drugim meczu sesji porannej Shaun Murphy dokończał swój pojedynek z Andrew Higginsonem. Murphy już na początku sesji stracił swoją przewagę z poprzedniego dnia, zaś po czterech frame’ach przegrywał w meczu 6:7. Po wznowieniu gry Murphy zdominował grę, wygrywając kolejne trzy partie. Higginsonowi udało się odrobić tylko jednego frame’a i ostatecznie przegrał mecz do 8. Wyniki partii tej sesji: 52-65, 10-80 (66), 69-41, 12-71, 68-35, 81-34 (69), 129-1 (101), 26-65(64), 72(69)-17.
Po meczu Murphy przyznał, że problemy osobiste miały wpływ na jego grę. Anglik jest w separacji ze swoją żoną Claire, która ma zamiar wnieść oficjalną sprawę rozwodową jeszcze w trakcie trwania mistrzostw.
W sesji popołudniowej dokończono mecz Neil Robertson – Steve Davis. Australijczyk pewnie wygrał trzy frame’y, brakujące mu do końcowego triumfu i ostatecznie pokonał sześciokrotnego mistrza świata 10:2. Wyniki frame’ów: 71-19, 126(125)-0, 63-10. Robertson po meczu powiedział między innymi: I was pleased overall how I played, but I did the damage in the first session. I was very happy with my safety game in the match because although Steve is past his best, he still makes it very tough for you out there, and because my safety was good it created a lot of chances, which on the whole, I scored well from them (Ogólnie byłem zadowolony z tego jak grałem, ale miałem straty w pierwszej sesji. Byłem bardzo zadowolony z mojej gry na odstawnych. Mimo tego, że najlepszy okres Steve ma już za sobą, to jednak wciąż jest bardzo trudnym przeciwnikiem, a dzięki moim odstawnym, stworzyłem sobie dużo szans, z których mogłem dobrze punktować).
Równocześnie swój mecz rozpoczęli John Higgins i Michael Holt. Rozstawiony Higgins przegrywał do przerwy 1:3, ale ostatecznie udało mu się rozstrzygnąć sesje na swoją korzyść, doprowadzając od stanu 2:4 do 5:4. Wyniki partii: 88-1 (88), 56-72, 0-102 (102), 56-83, 73-1 (53), 0-71 (71), 67-42, 91-0 (91), 68-2.
W sesji wieczornej zakończył się mecz Ryan Day – Stephen Lee. Podobnie jak w pierwszej sesji Day kontrolował spotkanie, oddając rywalowi tylko jednego frame’a i wygrywając całe spotkanie 10:4. Wyniki partii: 86-0 (86), 0-98, 79-36, 72-60, 72-23.
Wieczorem rozpoczął się też mecz dwóch szkockich zawodników: Stephena Maguire’a i Jamie Burnetta. Rozstawiony Maguire doprowadził do przewagi 6:1, ale jego rywal wygrał dwa ostatnie frame’y i zmniejszył stratę do trzech partii. Wyniki framenów: 98-0 (98), 1-78 (58), 88-10 (50), 68-1 (68), 96-0 (96), 50-2, 106-1 (101), 58-66, 0-83 (76).

#### 23 kwietnia
Tego dnia nie były rozgrywane mecze w sesji porannej.
W sesji popołudniowej swój mecz dokończyli John Higgins i Michael Holt. Dwukrotny mistrz świata kontrolował przebieg wydarzeń na stole i wygrał pięć z sześciu rozegranych frame’ów, a w efekcie cały mecz 10:5. Wyniki poszczególnych partii: 63(43)-55, 56-57(38), 79(44)-4, 139(131)-0, 68(68)-0, 80(80)-53(49). Po meczu Higgins powiedział, że wbrew temu co sugeruje wynik mecz nie był dla niego prosty, dodał również, że chciałby następnie dnia potrenować ze Stephenem Maguire’em przed kolejnymi spotkaniami.
W sesji wieczornej zakończył się mecz Stephen Maguire – Jamie Burnett. Rozstawiony z numerem drugim Maguire oddał rywalowi tylko dwie partie i rozstrzygnął pojedynek na swoją korzyść 10:5. Wyniki frame’ów: 122(122)-0, 67(48)-8, 65-71(37), 109(75)-0, 28-60(48), 127(127)-0. Po meczu Maguire odpowiadając na pytania, następująco ocenił swoją grę w tym spotkaniu: I played well, I scored well, my long potting was great and I potted a few long ones and won frames in one visit. I won the last frame of the match with a century which was pleasing. I played well the whole match, especially the first session. I lost a bad frame at 6-1, making a schoolboy error stretching on the yellow, and all of a sudden it was 6-3. I was lucky the interval came then. (Grałem dobrze, punktowałem dobrze, moje długie wbicia były świetne, wbiłem kilka długich bil i wygrywałem partię jedną wizytą przy stole. Ostatni frame w meczu wygrałem z breakiem stupunktowym, co było bardzo przyjemne. Grałem dobrze przez cały mecz, szczególnie w pierwszej sesji. Przegrałem kiepską partię przy stanie 6:1, popełniając szkolny błąd na żółtej, i nagle zrobiło się 6:3. Miałem szczęście, że wtedy był koniec sesji).

### Przebieg rundy drugiej

#### 23 kwietnia
W sesji popołudniowej rozpoczął się pierwszy mecz II rundy, w którym zmierzyli się Stephen Hendry i Ding Junhui. Obaj zawodnicy spotkali się w tej samej fazie turnieju w ubiegłym roku; wówczas wygrał Hendry 13:7. Sesja miała bardzo wyrównany przebieg, choć siedmiokrotny mistrz świata przegrywał już 1:3, zdołał wygrać kolejne trzy framy. Ostatnią partię na własną korzyść rozstrzygnął jednak Chińczyk i wynik brzmiał 4:4. Wyniki poszczególnych frame’ów: 34(34)-73(59), 0-129(112), 91(91)-22, 16-88(88), 92(63)-14, 59(49)-50, 87(39)-7, 2-90.
W sesji wieczornej swój mecz rozpoczął obrońca tytułu Ronnie O’Sullivan z rozstawionym z numerem szesnastym Markiem Allenem. Irlandczyk z Północy wygrał dwie pierwsze partie, następnie Anglik odpowiedział trzema frame’ami z rzędu. Ostatecznie cała sesja zakończyła się remisem 4:4. Wyniki partii: 36-47, 17-73(57), 69(40)-54(53), 69(40)-54(53), 68(68)-1, 71(43)-6, 10-63, 8-119(119), 93(93)-1.

#### 24 kwietnia
W sesji porannej swój mecz rozpoczęli: Ryan Day i Nigel Bond, sesję wygrał Day, czterema frame’ami 6:2. Wyniki partii: 99-0 (62), 0-77 (77), 24-79 (79), 14-104 (69), 107-1 (59), 38-61, 0-98, 60-74 (60, 74).
Stephen Hendry oraz Ding Junhui rozgrywali w sesji porannej drugą odsłonę ich pojedynku. Podobnie jak dzień wcześniej, sesja zakończyła się wynikiem 4:4 – chiński zawodnik doprowadził od stanu 6:8 do 8:8. Wyniki frame’ów: 0-86 (53), 91-0 (71), 7-130 (130), 69-52 (Hendry 51), 68-59 (61), 138-0 (114), 7-94 (87), 60-63.
W sesji popołudniowej drugą sesje swojego pojedynku rozpoczęli: Ronnie O’Sullivan i Mark Allen. O’Sullivan rozpoczął sesję wbijając 107 punktów, następnie wygrał kolejną partię i wysunął się na dwu frame’owe prowadzenie, jego rywal zdołał jednak odrobić straty i do przerwy sesji był remis 6:6. Po wznowieniu gry i rozegraniu dwóch kolejnych frame’ów znowu był remis 7:7. Ostatecznie jednak O’Sullivan rozstrzygnął sesję na swoją korzyść wygrywając dwie kolejne partię i doprowadzając do stanu 9:7. Wyniki partii: 107-0 (107), 101-0, 0-117 (108), 60-70 (60, 70), 93-0 (93), 10-115 (115), 98-14 (59), 92-1 (61).
Shaun Murphy oraz Marco Fu rozegrali w sesji popołudniowej pierwszą odsłonę ich pojedynku. Murphy zdominował grę, oddając przeciwnikowi tylko 1 partię, a wygrywając 7. Wyniki poszczególnych frame’ów: 115-0 (115), 66-58 (Fu 58), 5-114 (60), 70-43, 77-15 (73), 77-27 (77), 63-52, 49-17.
W sesji wieczornej został wznowiony mecz Stephena Hendry’ego i Ding Junhuia. Mecz zakończył się zwycięstwem 13:10 Hendry’ego: szkocki zawodnik oddalił się na początku sesji od przeciwnika na trzy partię, kolejne partie wygrywali: Junhui, Hendry, Junhui. W ostatniej partii chiński zawodnik mógł doprowadzić do stanu 12:11 i zachować szansę na zwycięstwo w meczu, pomylił się jednak na ostatniej czerwonej bili i ostatecznie partię wygrał Hendry (nie w jednym podejściu). Wyniki poszczególnych frame’ów: 60-37, 140-0 (140), 94-0 (86), 32-66, 81-1, 0-129 (121), 72-62 (57). Hendry następująco ocenił swoją grę po spotkaniu: It was a fantastic match, I’m delighted to win, delighted with how I played throughout the match, especially tonight. I came out tonight and it was as good as I’ve played this season, the first three or four frames tonight. Credit to Ding, I was in front this afternoon and he came back, and tonight he looked as if he was coming back again. (To był wspaniały mecz, jestem zachwycony ze zwycięstwa, zachwycony z tego jak grałem przez cały mecz, w szczególności w tej wieczornej sesji. Grałem tego wieczora tak dobrze jak w tym sezonie, szczególnie trzy lub cztery partię wieczorem. Uznanie dla Dinga, prowadziłem w sesji popołudniowej i jemu udało się wyrównać, wieczorem też zdawał się wracać do meczu).
Ryan Day i Nigel Bond rozgrywali w sesji wieczornej drugą odsłonę pojedynku. Podobnie jak poranną sesję, tę również wygrał Day 5:3, wysuwając się na prowadzenie w meczu 11:5. Wyniki poszczególnych partii: 14-91 (91), 29-79, 6-134 (134), 73-19, 58-79, 98-9 (92), 33-76 (71), 72-55 (51).

#### 25 kwietnia
W porannej sesji pojedynek dokończał obrońca tytułu Ronnie O’Sullivan oraz Mark Allen. O’Sullivan pomimo przewagi 9:7 po dwóch sesjach nie kontrolował spotkania, pozwalając przeciwnikowi odrobić straty i wysunąć się na prowadzenie 9:10. Do przerwy był jednak remis 10:10. Po wznowieniu gry ponownie na prowadzenie wyszedł Allen, jednak O’Sullivan znów wyrównał. Dwie ostatnie partie wygrał Mark Allen i zwyciężył w meczu. Wynik spotkania: 11:13, wynik partii trzeciej sesji: 0-75 (59), 4-89 (69), 65-72, 105-0 (105), 14-83, 78-6 (67), 37-80 (80), 0-80. Po meczu O’Sullivan stwierdził, że jego przeciwnik grał rewelacyjnie. Ponadto zauważył, iż tak grający Allen ma szansę na zwycięstwo w turnieju. Z kolei Mark Allen przed tym meczem oceniał, że jest w stanie wygrać ten mecz. Według tego zawodnika Ronnie O’Sullivan był faworytem spotkania z wielu powodów, ale dodał „faworyci nie zawsze wygrywają”.
W sesji porannej zakończył się również mecz Shaun Murphy – Marco Fu. Mecz ten był zaplanowany na trzy sesje, jednak już w drugiej odsłonie meczu Murphy zdołał wygrać trzynastą partię i zakończyć spotkanie wynikiem 13:3. Ostatnia sesja tego meczu miała być rozegrana wieczorem tego samego dnia. Wyniki partii: 0-129 (129), 102-21 (102), 67-35, 8-109 (74), 76-0, 71-38 (62), 85-11 (85), 128-0 (101).
W sesji popołudniowej zakończył się mecz Nigel Bond – Ryan Day. Day zdobył dwie brakujące do zwycięstwa partie nie oddając przeciwnikowi ani jednego frame’a i ostatecznie mecz zakończył się wynikiem 5:13. Wyniki dwóch partii sesji: 38-82 (68), 0-77.
Allister Carter oraz Neil Robertson rozpoczęli swój mecz w sesji popołudniowej. Po ośmiu partiach lepszy okazał się Australijczyk, który wygrał pięć partii. Wyniki frame’ów: 0-97 (92), 113-10 (51, 54), 0-79 (79), 81-14, 16-111 (67), 49-66, 64-50, 39-69.
W sesji wieczornej odbyła się pierwsza część meczu John Higgins – Jamie Cope. Po czterech sesjach był remis 4:4:. Wyniki partii: 107-0 (107), 97-35 (97), 49-72 (72), 105-16 (65), 30-54, 33-68, 71-5, 34-72.

#### 26 kwietnia
Tego dnia nie było rozgrywanych meczów w sesji porannej.
W meczu sesji popołudniowej Mark King – Stephen Maguire padł remis 4:4. Wyniki partii: 133-0 (93), 56-70, 19-85 (59), 60-18, 49-63 (61), 0-79 (79), 77-46, 49-78.
W drugim meczu sesji popołudniowej swoje spotkanie rozpoczęli: Mark Selby i Graeme Dott. Po ośmiu partiach na czteroframe’ową przewagę wysunął się Selby (6:2). Wyniki partii: 80-24 (52), 67-62, 45-60, 0-81 (81), 64-25, 70-0 (70), 67-23, 109-6 (104).
W sesji wieczornej drugą część spotkania rozegrali: John Higgins i Jamie Cope. Ponownie jak pierwsza sesja, ta również zakończyła się remisem. Wynik po szesnastu partiach brzmiał 8:8. Wyniki partii: 128-0 (128), 10-73 (58), 88-38 (74), 8-117 (102), 10-122 (84), 113-0 (113), 71-0, 0-118 (118).
W drugim meczu sesji wieczornej Allister Carter kontynuował pojedynek z Neilem Robertsonem. Sesja zakończyła się remisem 4:4, więc wynik meczu po szesnastu partiach brzmiał 7:9. Na szczególną uwagę zasługuje fakt, że Australijczyk cztery frame’y wygrał na ostatniej, czarnej bili. Łącznie w tych partiach wbił zaledwie dwanaście punktów więcej od Anglika. Wyniki sesji: 116-5 (69), 63-35, 99-24 (71), 63-64 (56 Robertson), 66-68 (66, 68), 80-24 (72), 73-77 (Carter 65), 56-58.

#### 27 kwietnia
W porannej sesji pojedynek kontynuowali: Mark Selby i Graeme Dott. Sesja zakończyła się remisem 4:4, więc w meczu prowadził 10:6 Selby. Wyniki partii: 0-128 (51), 25-71, 101-0 (101), 0-122 (117), 64-18, 69-64 (53), 68-20, 79-21.
W drugim meczu sesji porannej: Mark King – Stephen Maguire padł wynik 6:2. Maguire wysunął się na czteroframe’owe prowadzenie w meczu 6:10. Wyniki partii: 51-19, 29-71, 60-65 (49), 1-83 (83), 73-52, 0-141 (133), 17-104 (84), 0-71 (54).
W sesji popołudniowej dokończono pojedynki: John Higgins – Jamie Cope oraz Allister Carter – Neil Robertson.
Po uzyskaniu psychologicznej przewagi w trakcie drugiej sesji, Neil Robertson nie pozwolił odebrać sobie inicjatywy i kontrolował przebieg ostatniej rozgrywki. Ubiegłoroczny finalista Allister Carter wygrał tylko jednego frame’a, natomiast Robertson cztery i tym samym całe spotkanie 13:8. Australijczyk po raz drugi w swojej karierze awansował do ćwierćfinału mistrzostw świata. Wyniki partii: 7-109(89), 10-68(59), 67(60)-59, 15-112(112), 11-61.
Wielkie emocje towarzyszyły ostatniej sesji meczu John Higgins – Jamie Cope. Anglik wyszedł na prowadzenie 12:10, ale kolejne trzy frame’y padły łupem dwukrotnego mistrza świata. Kluczowym momentem okazała się nieudana próba ustawienia snookera za bilą żółtą przez Cope’a w partii dwudziestej czwartej, po której Higgins z dużym prawdopodobieństwem mógł wystawić grę rywalowi. W trakcie dwóch ostatnich frame’ów na widowni zemdlały dwie osoby, którym musiano udzielić pomocy medycznej, a sam pojedynek został przerwany. Ostatecznie Higgins zwyciężył 13:12. Był to pierwszy mecz na tych mistrzostwach zakończony w decydującej partii. Wyniki frame’ów: 66-35(35), 56(50)-65(33), 12-65(46), 1-90(82), 71(48)-43(40), 0-103(103), 97(96)-5, 68-5, 80(80)-0.
Wieczorem zostały dokończone dwa ostatnie pojedynki II rundy: Mark Selby – Graeme Dott oraz Mark King – Stephen Maguire.
Stephen Maguire dokończył mecz z Markiem Kingiem, wygrywając trzy brakujące frame’y. Ostatecznie mecz zakończył się wynikiem 13:6 dla Szkota. Rezultaty ostatniej sesji: 45-69, 0-86(65), 34-87(51).
W drugim meczu sesji wieczornej Mark Selby zwyciężył Graeme Dotta 13:10. W ostatniej sesji rozegrano siedem partii: 63-39, 0-81(81), 75(64)-68, 69-36, 44-61(42), 88(88)-0, 26-70(64).

### Przebieg ćwierćfinałów

#### 28 kwietnia
W sesji porannej mecz rozpoczęli Shaun Murphy i Stephen Hendry. W siódmym framie Hendry wbił dziewiątego w swojej karierze breaka maksymalnego 147 punktów, czym wyrównał rekordowe pod tym względem osiągnięcie Ronnie O’Sullivana. Sesja zakończyła się zwycięstwem Szkota 5:3. Wyniki partii: 78(78)-47(42), 0-117(117), 44(42)-66, 61(61)-67(32,34), 23-90(36,49), 73(61)-61(41), 0-147(147), 82(73)-0.
W drugim porannym meczu Mark Allen objął prowadzenie 5:3 z Ryanem Dayem. Wyniki frame’ów: 27-62, 84(61)-0, 66(36)-32, 13-70(66), 8-71(71), 135(103)-0, 86(51)-16.
W sesji popołudniowej rozpoczął się pojedynek John Higgins – Mark Selby. Anglik w pierwszych trzech frame’ach wbił breaki stupunktowe, ale dwukrotny mistrz świata wygrał kolejne cztery partie. Ostatecznie Selby doprowadził do remisu 4:4. Wyniki: 8-119(118), 0-129(124), 0-118(117), 60(57)-19, 69(65)-57(57), 64-0, 141(141)-0, 0-96(96).
Równolegle mecz rozpoczęli Neil Robertson – Stephen Maguire. Wprawdzie inauguracyjnego frame’a zapisał na swoim koncie Szkot, ale później inicjatywa należała do Australijczyka, który ostatecznie wygrał pierwszą sesję 5:3. Wyniki partii: 9-74(48), 76(76)-19, 62-53, 105(105)-22, 14-66, 98(98)-0, 88(53)-23, 9-75(75).
W wieczornej sesji Shaun Murphy pokonał Stephen Hendry’ego 6:2 i wysunął się na prowadzenie w meczu: 9:7. Wyniki partii: 137-0 (137), 76-37 (76), 105-1 (104), 80-1 (80), 16-66 (51), 66-63, 51-59, 89-0 (89).
W drugim meczu sesji wieczornej: Mark Allen – Ryan Day, padł remis 4:4. Allen utrzymał więc dwuframe’owe prowadzenie po dwóch sesjach (9:7). Wyniki partii: 69-50 (69), 0-84 (84), 10-73 (68), 42-82, 1-78 (70), 119-0 (119), 64-54 (54 Day), 82-19 (64).

#### 29 kwietnia
W sesji porannej mecz kontynuowali: John Higgins i Mark Selby. Podobnie jak w pierwszej sesji meczu padł remis 4:4 (stan 8:8 po dwóch sesjach). Wyniki partii: 96-21, 95-19 (52), 83-0 (83), 5-77 (77), 18-71, 6-114 (114), 0-70 (65), 77-64.
Zakończył się mecz Shaun Murphy – Stephen Hendry. Obaj zawodnicy wygrali w tej sesji cztery partię, co premiowało awansem Murphy’ego, którzy potrzebował czterech frame’ów by wygrać mecz. Ostateczny wynik spotkania: 13:11, wyniki partii ostatniej sesji: 92-40 (59), 40-71, 82-6 (73), 52-53, 13-106 (80), 98-16 (81), 29-70 (69), 110-3 (110).
W sesji popołudniowej zakończył się mecz Mark Allen – Ryan Day. W trzeciej sesji obaj gracze wygrali po cztery partie. Allen do awansu potrzebował zwycięstwa w czterech frame’ach i to on zwyciężył w meczu 13:11. Wyniki partii: 17-106 (106), 108-0, 29-65, 73-28, 53-60, 100-20 (65), 29-58, 103-1 (103).
Równolegle drugą sesję rozegrali Neil Robertson i Stephen Maguire. Z powodu wolnego tempa odbyło się tylko sześć z zaplanowanych ośmiu partii. Australijczyk utrzymał prowadzenie różnicą dwóch frame’ów 8:6. Wyniki: 28-50, 5-124(115), 66(41)-25, 78(43)-2, 51(33)-61(33), 65(31)-33(33).
W sesji wieczornej swój pojedynek dokończyli Neil Robertson i Stephen Maguire. Australijczyk bez większych trudności wygrał brakujące pięć frame’ów i cały mecz 13:8. Został tym samym pierwszym półfinalistą pochodzącym z Australii od 1982 roku. Wyniki frame’ów: 89(49)-4, 75(61)-24, 68(38)-30, 124(124)-0, 8-87(71), 67(54)-59(59).
W drugim meczu sesji wieczornej zakończył się również pojedynek: John Higgins – Mark Selby. Ostatnia odsłona tego meczu miała następujący przebieg: żaden z zawodników nie uzyskał dużej przewagi i zanotowano kolejne remisy: po dwudziestu, dwudziestu dwóch i dwudziestu czterech partiach. O awansie do półfinału zdecydował ostatni frame, w którym lepszy był John Higgins i to on awansował do najlepszej czwórki turnieju. Wynik spotkania 13:12, wyniki partii: 1-76, 0-139 (119), 86-6, 75-0 (51), 30-52, 74-18 (54), 27-68, 113-4, 75-0 (75). Higgins po meczu powiedział między innymi: I think I only counted three or four balls in the whole match that he missed. (Myślę, że przez cały mecz naliczyłem tylko 3 lub 4 bile, które mój przeciwnik spudłował), dodał również: I’m flabbergasted. He’s such a great player. That was probably my best win ever. That’s how highly I regard Mark and that’s how highly I regard his performance (Jestem zszokowany, on jest doskonałym zawodnikiem. To było prawdopodobnie moje najlepsze zwycięstwo w mojej karierze. Tak wysoko cenię Marka i tak wysoko oceniam jego występ).

### Przebieg półfinałów

#### 30 kwietnia
W sesji popołudniowej rozpoczął się pierwszy mecz półfinałowy: John Higgins – Mark Allen. Pierwszego frame’a wygrał Allen, ale Higgins odpowiedział trzema wygranymi partiami, ustanawiając wynik do przerwy 3:1. Po wznowieniu gry frame’a wygrał Allen, a Higgins ponownie odpowiedział trzema wygranymi partiami wysuwając się na prowadzenie 6:2. Wyniki poszczególnych frame’ów: 59-70, 65-38, 66-14 (55), 58-32, 58-66, 129-1 (114), 79-45, 122-3 (75).
W sesji wieczornej rozpoczął się drugi półfinał Shaun Murphy – Neil Robertson. Zgodnie z przewidywaniami początek spotkania był bardzo wyrównany, żaden z graczy nie osiągnął większej niż dwuframe’owa przewaga, a po ośmiu partiach był remis: 4:4. Wyniki frame’ów: 68-57, 74-6, 0-81 (81), 57-74 (57, 62), 56-19 (52), 88-0 (88), 0-98 (81), 7-80.

#### 1 maja
Druga odsłona meczu John Higgins – Mark Allen została rozegrana w sesji porannej. Higgins wygrał pierwszym pięć partii wysuwając się na prowadzenie 11:2, Allen odpowiedział jednym frame’em, ale dwie ostatnie partie sesji wygrał Higgins, który po dwóch sesjach prowadził 13:3. Wyniki partii: 129-0 (129), 95-27 (66), 69-8, 128-1 (104), 119-2 (70), 0-103 (103), 89-0, 72-40.
W sesji popołudniowej rozgrywana była druga odsłona pojedynku: Shaun Murphy – Neil Robertson. Tę odsłonę wygrał 5:3 Murphy, który wysunął się na prowadzenie w meczu 9:7. Wyniki frame’ów: 92-7 (63), 67-60 (dogrywka na czarnej), 44-68, 73-0, 69-21 (61), 93-0 (93), 57-70 (57, 70), 43-68.
W sesji wieczornej mecz kontynuował John Higgins i Mark Allen. Spotkanie to mogło się zakończył w trzech sesjach (zamiast czterech), gdyby Higgins wygrał cztery z ośmiu frame’ów. Ostatecznie jednak Allen wygrał sześć partii, a Higgins dwie, co spowodowało konieczność rozegrana czwartej sesji. Wynik po trzech sesjach: 15:9, wyniki partii: 67-76 (63), 86-0 (86), 1-86 (56), 45-74 (58), 114-12 (93), 23-73, 26-67, 12-72.

#### 2 maja
Przed południem odbyła się trzecia sesja meczu Shaun Murphy – Neil Robertson. Miała ona niecodzienny przebieg, bowiem pierwsze pięć frame’ów zapisał na swoim koncie Anglik, który w ten sposób zdawał wypracować sobie decydującą o awansie do finału przewagę. Jednak to Australijczyk wygrał ostatnie trzy partie, doprowadzając do wyniku 14:10 i zachował szansę na końcowy triumf. Wyniki frame’ów: 65(43)-45(45), 87(80)-32, 62-61, 81(41)-38, 82(68)-0, 0-91(66), 11-70(68), 0-106(101).
W sesji popołudniowej zakończył się pojedynek John Higgins – Mark Allen. Higgins do triumfu w półfinale potrzebował tylko dwóch partii, jednak od początku sesji kolejne trzy partie wygrał Allen. Higgins wygrał ostatniego frame’a przed przerwą. Po wznowieniu gry partię wygrał Allen, ale w następnej górą był Higgins, co pozwoliło mu awansować do finału. Wyniki partii: 8-106(106), 37-65, 26-70, 116(116)-24, 11-66, 80(60)-44. W wypowiedziach pomeczowych Higgins pochwalił swojego przeciwnika: All credit to Mark. He’s great for the game – he’s like a street-fighter. He gets the crowd behind him as well. As I said to him afterwards, he will come back and win it one day (Całe uznanie dla Marka. Jest świetny w grze, jest jak uliczny wojownik. Ma za sobą publiczność. Powiedziałem mu, że powróci i to wygra pewnego dnia).
Wieczorem zakończył się mecz Shaun Murphy – Neil Robertson. Robertson odrobił całą stratę do Murphy’ego wygrywając cztery pierwsze frame’y, po których była regulaminowa przerwa w grze. Po wznowieniu meczu trzy partię z rzędu wygrał Murphy i to on awansował do finału. Wynik całego spotkania 17:14. Wyniki czwartej sesji: 19-69, 16-91, 52-81, 20-82, 106-7 (106), 89-22 (81), 94-0 (94). Po spotkaniu Murphy powiedział o swoim przeciwniku: I didn’t think I did a lot wrong. Neil just played fantastically. (Nie sądzę, że zrobiłem mnóstwo błędów. Neil grał po prostu fantastycznie), dodał też: I was just pleased to have built up that lead to give me some breathing space. (Byłem bardzo zadowolony ze zbudowana przewagi, która dała mi pewną chwilę wytchnienia).

### Przebieg finału

#### 3 maja
Pierwsza odsłona meczu finałowego została rozegrana o godzinie 14. John Higgins wygrał pierwsze trzy partie, jednak w odpowiedzi Shaun Murphy zwyciężył w kolejnych czterech. Ostatnia, ósma partia sesji została wygrana przez Higginsa. Sesja zakończyła się wynikiem 4:4:, wyniki partii: 83-0 (78), 85-6 (52), 79-20, 7-83 (58), 50-96, 0-114 (109), 49-63, 69-34 (50).
W drugiej sesji pojedynku po dwóch partiach był kolejny remis 5:5, jednak później rozpoczęła się seria wygranych partii przez Higginsa, który wygrał sześć partii z rzędu i wysunął się na prowadzenie 11:5. Wyniki partii: 98-1 (57), 12-87 (52), 70-51, 95-11 (95), 70-45, 132-0 (128), 82-0 (51), 128-6 (128). Higgins po dwóch sesjach miał korzystniejsze statystyki niż jego rywal: 91% skuteczność wbić (Murphy 88%), liczbę wbitych punktów: 1113 (Murphy 617) oraz krótszy średni czas wbicia bili: 23 sekundy (Murphy 29).

#### 4 maja
W sesji popołudniowej został wznowiony mecz finałowy. Higgins wygrał pierwszego frame’a tej sesji, a następnie kontrolował pojedynek utrzymując przewagę zdobytą w drugiej sesji. Higgins wygrał dwa ostatnie frame’y trzeciej sesji i zwiększył przewagę z sześciu do ośmiu partii. Wynik spotkania po trzech sesjach brzmiał: 16:8, wyniki partii: 64-42, 0-91 (91), 60-49, 76-43, 28-70, 49-79 (79), 94-26 (61), 80-59 (Higgins 52).
W sesji wieczornej rozegrano trzy partie. John Higgins zwyciężył w pierwszej i w trzeciej z nich, tym samym zdobywając trzeci w jego karierze tytuł mistrza świata. Wyniki ostatnich frame’ów: 106-21 (58), 0-78 (59), 105-0 (73). W wywiadzie po meczu Higgins docenił swoją grę: I think I’ve got more titles left in me. Playing at that level, I could win one or two more world titles (Myślę, że kilka tytułów mnie ominęło. Grając w taki sposób, mogłem zdobyć jedno lub dwa tytuły MŚ więcej). Jednocześnie zapowiedział, że chcę zdobyć następne tytuły: The next two or three years are going to be when I’ll have my best chances. (Następne dwa lub trzy lata będą tymi w których będę miał swojej najlepsze szanse). Zawodnik następująco pochwalił swoich turniejowych przeciwników: It is going to be harder for the likes of myself and Ronnie (O’Sullivan), because the future is people like Mark Selby, Jamie Cope and Mark Allen (To będzie trudne dla takich jak ja i Ronnie, ponieważ przyszłością są tacy ludzie jak Mark Selby, Jamie Cope i Mark Allen), dodał jeszcze: My three matches against them were such a high standard, so it is going to be very tough. (Moje trzy mecze przeciwko nim trzymały wysokie standardy, więc zapowiada się, że będzie bardzo trudno w przyszłości). Pomimo tego stwierdzenia, Higgins nie uważa, że jest bez szans: But if I’ve won two out of the last three (word titles), there is no reason why I shouldn’t maybe go on and win some more. (Ale skoro wygrałem dwa z trzech ostatnich mistrzostw świata, to nie ma powodu dla którego miałbym nie wygrać trochę więcej). Shaun Murphy po meczu usprawiedliwiał z kolei swoją porażkę w następujący sposób: All the great names – every single one of them – have played in a final and been beaten here (Wszystkie wielkie nazwiska, każdy z nich osobna – grali ten finał i tutaj byli pokonywani).

## Drabinka turniejowa
|  |                                 |                                 |                                 |                 |    |                              |                              |                              |  |  |                               |                               |                               |  |  |                            |                            |                            |  |  |                        |                        |                        |
|  | Pierwsza runda (do 10 frame’ów) | Pierwsza runda (do 10 frame’ów) | Pierwsza runda (do 10 frame’ów) |                 |    | Druga runda (do 13 frame’ów) | Druga runda (do 13 frame’ów) | Druga runda (do 13 frame’ów) |  |  | Ćwierćfinały (do 13 frame’ów) | Ćwierćfinały (do 13 frame’ów) | Ćwierćfinały (do 13 frame’ów) |  |  | Półfinały (do 17 frame’ów) | Półfinały (do 17 frame’ów) | Półfinały (do 17 frame’ów) |  |  | Finał (do 18 frame’ów) | Finał (do 18 frame’ów) | Finał (do 18 frame’ów) |
|  | Pierwsza runda (do 10 frame’ów) | Pierwsza runda (do 10 frame’ów) | Pierwsza runda (do 10 frame’ów) |                 |    | Druga runda (do 13 frame’ów) | Druga runda (do 13 frame’ów) | Druga runda (do 13 frame’ów) |  |  | Ćwierćfinały (do 13 frame’ów) | Ćwierćfinały (do 13 frame’ów) | Ćwierćfinały (do 13 frame’ów) |  |  | Półfinały (do 17 frame’ów) | Półfinały (do 17 frame’ów) | Półfinały (do 17 frame’ów) |  |  | Finał (do 18 frame’ów) | Finał (do 18 frame’ów) | Finał (do 18 frame’ów) |
|  |                                 |                                 |                                 |                 |    |                              |                              |                              |  |  |                               |                               |                               |  |  |                            |                            |                            |  |  |                        |                        |                        |
|  |                                 |                                 |                                 |                 |    |                              |                              |                              |  |  |                               |                               |                               |  |  |                            |                            |                            |  |  |                        |                        |                        |
|  | Anglia                          | Ronnie O’Sullivan               | 10                              |                 |    |                              |                              |                              |  |  |                               |                               |                               |  |  |                            |                            |                            |  |  |                        |                        |                        |
|  | Anglia                          | Ronnie O’Sullivan               | 10                              |                 |    |                              |                              |                              |  |  |                               |                               |                               |  |  |                            |                            |                            |  |  |                        |                        |                        |
|  | Anglia                          | Stuart Bingham                  | 5                               |                 |    |                              |                              |                              |  |  |                               |                               |                               |  |  |                            |                            |                            |  |  |                        |                        |                        |
|  | Anglia                          | Stuart Bingham                  | 5                               |                 |    | Anglia                       | Ronnie O’Sullivan            | 11                           |  |  |                               |                               |                               |  |  |                            |                            |                            |  |  |                        |                        |                        |
|  |                                 |                                 |                                 |                 |    | Anglia                       | Ronnie O’Sullivan            | 11                           |  |  |                               |                               |                               |  |  |                            |                            |                            |  |  |                        |                        |                        |
|  |                                 |                                 | Irlandia Północna               | Mark Allen      | 13 |                              |                              |                              |  |  |                               |                               |                               |  |  |                            |                            |                            |  |  |                        |                        |                        |
|  | Irlandia Północna               | Mark Allen                      | Irlandia Północna               | Mark Allen      | 13 | 10                           |                              |                              |  |  |                               |                               |                               |  |  |                            |                            |                            |  |  |                        |                        |                        |
|  | Irlandia Północna               | Mark Allen                      |                                 |                 |    |                              |                              |                              |  |  |                               |                               |                               |  |  |                            |                            |                            |  |  |                        |                        |                        |
|  | Anglia                          | Martin Gould                    | 6                               |                 |    |                              |                              |                              |  |  |                               |                               |                               |  |  |                            |                            |                            |  |  |                        |                        |                        |
|  | Anglia                          | Martin Gould                    | 6                               |                 |    | Irlandia Północna            | Mark Allen                   | 13                           |  |  |                               |                               |                               |  |  |                            |                            |                            |  |  |                        |                        |                        |
|  |                                 |                                 |                                 |                 |    |                              |                              |                              |  |  |                               |                               |                               |  |  |                            |                            |                            |  |  |                        |                        |                        |
|  |                                 |                                 | Walia                           | Ryan Day        | 11 |                              |                              |                              |  |  |                               |                               |                               |  |  |                            |                            |                            |  |  |                        |                        |                        |
|  | Anglia                          | Peter Ebdon                     | Walia                           | Ryan Day        | 11 | 5                            |                              |                              |  |  |                               |                               |                               |  |  |                            |                            |                            |  |  |                        |                        |                        |
|  | Anglia                          | Peter Ebdon                     |                                 |                 |    |                              |                              |                              |  |  |                               |                               |                               |  |  |                            |                            |                            |  |  |                        |                        |                        |
|  | Anglia                          | Nigel Bond                      | 10                              |                 |    |                              |                              |                              |  |  |                               |                               |                               |  |  |                            |                            |                            |  |  |                        |                        |                        |
|  | Anglia                          | Nigel Bond                      | 10                              |                 |    | Anglia                       | Nigel Bond                   | 5                            |  |  |                               |                               |                               |  |  |                            |                            |                            |  |  |                        |                        |                        |
|  |                                 |                                 |                                 |                 |    | Anglia                       | Nigel Bond                   | 5                            |  |  |                               |                               |                               |  |  |                            |                            |                            |  |  |                        |                        |                        |
|  |                                 |                                 | Walia                           | Ryan Day        | 13 |                              |                              |                              |  |  |                               |                               |                               |  |  |                            |                            |                            |  |  |                        |                        |                        |
|  | Walia                           | Ryan Day                        | Walia                           | Ryan Day        | 13 | 10                           |                              |                              |  |  |                               |                               |                               |  |  |                            |                            |                            |  |  |                        |                        |                        |
|  | Walia                           | Ryan Day                        |                                 |                 |    |                              |                              |                              |  |  |                               |                               |                               |  |  |                            |                            |                            |  |  |                        |                        |                        |
|  | Anglia                          | Stephen Lee                     | 4                               |                 |    |                              |                              |                              |  |  |                               |                               |                               |  |  |                            |                            |                            |  |  |                        |                        |                        |
|  | Anglia                          | Stephen Lee                     | 4                               |                 |    | Irlandia Północna            | Mark Allen                   | 13                           |  |  |                               |                               |                               |  |  |                            |                            |                            |  |  |                        |                        |                        |
|  |                                 |                                 |                                 |                 |    |                              |                              |                              |  |  |                               |                               |                               |  |  |                            |                            |                            |  |  |                        |                        |                        |
|  |                                 |                                 | Szkocja                         | John Higgins    | 17 |                              |                              |                              |  |  |                               |                               |                               |  |  |                            |                            |                            |  |  |                        |                        |                        |
|  | Szkocja                         | John Higgins                    | Szkocja                         | John Higgins    | 17 | 10                           |                              |                              |  |  |                               |                               |                               |  |  |                            |                            |                            |  |  |                        |                        |                        |
|  | Szkocja                         | John Higgins                    |                                 |                 |    |                              |                              |                              |  |  |                               |                               |                               |  |  |                            |                            |                            |  |  |                        |                        |                        |
|  | Anglia                          | Michael Holt                    | 5                               |                 |    |                              |                              |                              |  |  |                               |                               |                               |  |  |                            |                            |                            |  |  |                        |                        |                        |
|  | Anglia                          | Michael Holt                    | 5                               |                 |    | Szkocja                      | John Higgins                 | 13                           |  |  |                               |                               |                               |  |  |                            |                            |                            |  |  |                        |                        |                        |
|  |                                 |                                 |                                 |                 |    | Szkocja                      | John Higgins                 | 13                           |  |  |                               |                               |                               |  |  |                            |                            |                            |  |  |                        |                        |                        |
|  |                                 |                                 | Anglia                          | Jamie Cope      | 12 |                              |                              |                              |  |  |                               |                               |                               |  |  |                            |                            |                            |  |  |                        |                        |                        |
|  | Anglia                          | Joe Perry                       | Anglia                          | Jamie Cope      | 12 | 6                            |                              |                              |  |  |                               |                               |                               |  |  |                            |                            |                            |  |  |                        |                        |                        |
|  | Anglia                          | Joe Perry                       |                                 |                 |    |                              |                              |                              |  |  |                               |                               |                               |  |  |                            |                            |                            |  |  |                        |                        |                        |
|  | Anglia                          | Jamie Cope                      | 10                              |                 |    |                              |                              |                              |  |  |                               |                               |                               |  |  |                            |                            |                            |  |  |                        |                        |                        |
|  | Anglia                          | Jamie Cope                      | 10                              |                 |    | Szkocja                      | John Higgins                 | 13                           |  |  |                               |                               |                               |  |  |                            |                            |                            |  |  |                        |                        |                        |
|  |                                 |                                 |                                 |                 |    |                              |                              |                              |  |  |                               |                               |                               |  |  |                            |                            |                            |  |  |                        |                        |                        |
|  |                                 |                                 | Anglia                          | Mark Selby      | 12 |                              |                              |                              |  |  |                               |                               |                               |  |  |                            |                            |                            |  |  |                        |                        |                        |
|  | Szkocja                         | Graeme Dott                     | Anglia                          | Mark Selby      | 12 | 10                           |                              |                              |  |  |                               |                               |                               |  |  |                            |                            |                            |  |  |                        |                        |                        |
|  | Szkocja                         | Graeme Dott                     |                                 |                 |    |                              |                              |                              |  |  |                               |                               |                               |  |  |                            |                            |                            |  |  |                        |                        |                        |
|  | Anglia                          | Barry Hawkins                   | 8                               |                 |    |                              |                              |                              |  |  |                               |                               |                               |  |  |                            |                            |                            |  |  |                        |                        |                        |
|  | Anglia                          | Barry Hawkins                   | 8                               |                 |    | Szkocja                      | Graeme Dott                  | 10                           |  |  |                               |                               |                               |  |  |                            |                            |                            |  |  |                        |                        |                        |
|  |                                 |                                 |                                 |                 |    | Szkocja                      | Graeme Dott                  | 10                           |  |  |                               |                               |                               |  |  |                            |                            |                            |  |  |                        |                        |                        |
|  |                                 |                                 | Anglia                          | Mark Selby      | 13 |                              |                              |                              |  |  |                               |                               |                               |  |  |                            |                            |                            |  |  |                        |                        |                        |
|  | Anglia                          | Mark Selby                      | Anglia                          | Mark Selby      | 13 | 10                           |                              |                              |  |  |                               |                               |                               |  |  |                            |                            |                            |  |  |                        |                        |                        |
|  | Anglia                          | Mark Selby                      |                                 |                 |    |                              |                              |                              |  |  |                               |                               |                               |  |  |                            |                            |                            |  |  |                        |                        |                        |
|  | Anglia                          | Ricky Walden                    | 6                               |                 |    |                              |                              |                              |  |  |                               |                               |                               |  |  |                            |                            |                            |  |  |                        |                        |                        |
|  | Anglia                          | Ricky Walden                    | 6                               |                 |    | Szkocja                      | John Higgins                 | 18                           |  |  |                               |                               |                               |  |  |                            |                            |                            |  |  |                        |                        |                        |
|  |                                 |                                 |                                 |                 |    |                              |                              |                              |  |  |                               |                               |                               |  |  |                            |                            |                            |  |  |                        |                        |                        |
|  |                                 |                                 | Anglia                          | Shaun Murphy    | 9  |                              |                              |                              |  |  |                               |                               |                               |  |  |                            |                            |                            |  |  |                        |                        |                        |
|  | Anglia                          | Shaun Murphy                    | Anglia                          | Shaun Murphy    | 9  | 10                           |                              |                              |  |  |                               |                               |                               |  |  |                            |                            |                            |  |  |                        |                        |                        |
|  | Anglia                          | Shaun Murphy                    |                                 |                 |    |                              |                              |                              |  |  |                               |                               |                               |  |  |                            |                            |                            |  |  |                        |                        |                        |
|  | Anglia                          | Andrew Higginson                | 8                               |                 |    |                              |                              |                              |  |  |                               |                               |                               |  |  |                            |                            |                            |  |  |                        |                        |                        |
|  | Anglia                          | Andrew Higginson                | 8                               |                 |    | Anglia                       | Shaun Murphy                 | 13                           |  |  |                               |                               |                               |  |  |                            |                            |                            |  |  |                        |                        |                        |
|  |                                 |                                 |                                 |                 |    | Anglia                       | Shaun Murphy                 | 13                           |  |  |                               |                               |                               |  |  |                            |                            |                            |  |  |                        |                        |                        |
|  |                                 |                                 | Hongkong                        | Marco Fu        | 3  |                              |                              |                              |  |  |                               |                               |                               |  |  |                            |                            |                            |  |  |                        |                        |                        |
|  | Hongkong                        | Marco Fu                        | Hongkong                        | Marco Fu        | 3  | 10                           |                              |                              |  |  |                               |                               |                               |  |  |                            |                            |                            |  |  |                        |                        |                        |
|  | Hongkong                        | Marco Fu                        |                                 |                 |    |                              |                              |                              |  |  |                               |                               |                               |  |  |                            |                            |                            |  |  |                        |                        |                        |
|  | Irlandia Północna               | Joe Swail                       | 4                               |                 |    |                              |                              |                              |  |  |                               |                               |                               |  |  |                            |                            |                            |  |  |                        |                        |                        |
|  | Irlandia Północna               | Joe Swail                       | 4                               |                 |    | Anglia                       | Shaun Murphy                 | 13                           |  |  |                               |                               |                               |  |  |                            |                            |                            |  |  |                        |                        |                        |
|  |                                 |                                 |                                 |                 |    |                              |                              |                              |  |  |                               |                               |                               |  |  |                            |                            |                            |  |  |                        |                        |                        |
|  |                                 |                                 | Szkocja                         | Stephen Hendry  | 11 |                              |                              |                              |  |  |                               |                               |                               |  |  |                            |                            |                            |  |  |                        |                        |                        |
|  |                                 | Ding Junhui                     | Szkocja                         | Stephen Hendry  | 11 | 10                           |                              |                              |  |  |                               |                               |                               |  |  |                            |                            |                            |  |  |                        |                        |                        |
|  |                                 | Ding Junhui                     |                                 |                 |    |                              |                              |                              |  |  |                               |                               |                               |  |  |                            |                            |                            |  |  |                        |                        |                        |
|  |                                 | Liang Wenbo                     | 8                               |                 |    |                              |                              |                              |  |  |                               |                               |                               |  |  |                            |                            |                            |  |  |                        |                        |                        |
|  |                                 | Liang Wenbo                     | 8                               |                 |    | Ding Junhui                  | 10                           |                              |  |  |                               |                               |                               |  |  |                            |                            |                            |  |  |                        |                        |                        |
|  |                                 |                                 |                                 |                 |    | Ding Junhui                  | 10                           |                              |  |  |                               |                               |                               |  |  |                            |                            |                            |  |  |                        |                        |                        |
|  |                                 |                                 | Szkocja                         | Stephen Hendry  | 13 |                              |                              |                              |  |  |                               |                               |                               |  |  |                            |                            |                            |  |  |                        |                        |                        |
|  | Szkocja                         | Stephen Hendry                  | Szkocja                         | Stephen Hendry  | 13 | 10                           |                              |                              |  |  |                               |                               |                               |  |  |                            |                            |                            |  |  |                        |                        |                        |
|  | Szkocja                         | Stephen Hendry                  |                                 |                 |    |                              |                              |                              |  |  |                               |                               |                               |  |  |                            |                            |                            |  |  |                        |                        |                        |
|  | Walia                           | Mark J. Williams                | 7                               |                 |    |                              |                              |                              |  |  |                               |                               |                               |  |  |                            |                            |                            |  |  |                        |                        |                        |
|  | Walia                           | Mark J. Williams                | 7                               |                 |    | Anglia                       | Shaun Murphy                 | 17                           |  |  |                               |                               |                               |  |  |                            |                            |                            |  |  |                        |                        |                        |
|  |                                 |                                 |                                 |                 |    |                              |                              |                              |  |  |                               |                               |                               |  |  |                            |                            |                            |  |  |                        |                        |                        |
|  |                                 |                                 | Australia                       | Neil Robertson  | 14 |                              |                              |                              |  |  |                               |                               |                               |  |  |                            |                            |                            |  |  |                        |                        |                        |
|  | Anglia                          | Allister Carter                 | Australia                       | Neil Robertson  | 14 | 10                           |                              |                              |  |  |                               |                               |                               |  |  |                            |                            |                            |  |  |                        |                        |                        |
|  | Anglia                          | Allister Carter                 |                                 |                 |    |                              |                              |                              |  |  |                               |                               |                               |  |  |                            |                            |                            |  |  |                        |                        |                        |
|  | Irlandia Północna               | Gerard Greene                   | 5                               |                 |    |                              |                              |                              |  |  |                               |                               |                               |  |  |                            |                            |                            |  |  |                        |                        |                        |
|  | Irlandia Północna               | Gerard Greene                   | 5                               |                 |    | Anglia                       | Allister Carter              | 8                            |  |  |                               |                               |                               |  |  |                            |                            |                            |  |  |                        |                        |                        |
|  |                                 |                                 |                                 |                 |    | Anglia                       | Allister Carter              | 8                            |  |  |                               |                               |                               |  |  |                            |                            |                            |  |  |                        |                        |                        |
|  |                                 |                                 | Australia                       | Neil Robertson  | 13 |                              |                              |                              |  |  |                               |                               |                               |  |  |                            |                            |                            |  |  |                        |                        |                        |
|  | Australia                       | Neil Robertson                  | Australia                       | Neil Robertson  | 13 | 10                           |                              |                              |  |  |                               |                               |                               |  |  |                            |                            |                            |  |  |                        |                        |                        |
|  | Australia                       | Neil Robertson                  |                                 |                 |    |                              |                              |                              |  |  |                               |                               |                               |  |  |                            |                            |                            |  |  |                        |                        |                        |
|  | Anglia                          | Steve Davis                     | 2                               |                 |    |                              |                              |                              |  |  |                               |                               |                               |  |  |                            |                            |                            |  |  |                        |                        |                        |
|  | Anglia                          | Steve Davis                     | 2                               |                 |    | Australia                    | Neil Robertson               | 13                           |  |  |                               |                               |                               |  |  |                            |                            |                            |  |  |                        |                        |                        |
|  |                                 |                                 |                                 |                 |    |                              |                              |                              |  |  |                               |                               |                               |  |  |                            |                            |                            |  |  |                        |                        |                        |
|  |                                 |                                 | Szkocja                         | Stephen Maguire | 8  |                              |                              |                              |  |  |                               |                               |                               |  |  |                            |                            |                            |  |  |                        |                        |                        |
|  | Anglia                          | Mark King                       | Szkocja                         | Stephen Maguire | 8  | 10                           |                              |                              |  |  |                               |                               |                               |  |  |                            |                            |                            |  |  |                        |                        |                        |
|  | Anglia                          | Mark King                       |                                 |                 |    |                              |                              |                              |  |  |                               |                               |                               |  |  |                            |                            |                            |  |  |                        |                        |                        |
|  | Anglia                          | Rory McLeod                     | 6                               |                 |    |                              |                              |                              |  |  |                               |                               |                               |  |  |                            |                            |                            |  |  |                        |                        |                        |
|  | Anglia                          | Rory McLeod                     | 6                               |                 |    | Anglia                       | Mark King                    | 6                            |  |  |                               |                               |                               |  |  |                            |                            |                            |  |  |                        |                        |                        |
|  |                                 |                                 |                                 |                 |    | Anglia                       | Mark King                    | 6                            |  |  |                               |                               |                               |  |  |                            |                            |                            |  |  |                        |                        |                        |
|  |                                 |                                 | Szkocja                         | Stephen Maguire | 13 |                              |                              |                              |  |  |                               |                               |                               |  |  |                            |                            |                            |  |  |                        |                        |                        |
|  | Szkocja                         | Stephen Maguire                 | Szkocja                         | Stephen Maguire | 13 | 10                           |                              |                              |  |  |                               |                               |                               |  |  |                            |                            |                            |  |  |                        |                        |                        |
|  | Szkocja                         | Stephen Maguire                 |                                 |                 |    |                              |                              |                              |  |  |                               |                               |                               |  |  |                            |                            |                            |  |  |                        |                        |                        |
|  | Szkocja                         | Jamie Burnett                   | 5                               |                 |    |                              |                              |                              |  |  |                               |                               |                               |  |  |                            |                            |                            |  |  |                        |                        |                        |
|  | Szkocja                         | Jamie Burnett                   | 5                               |                 |    |                              |                              |                              |  |  |                               |                               |                               |  |  |                            |                            |                            |  |  |                        |                        |                        |
|  |                                 |                                 |                                 |                 |    |                              |                              |                              |  |  |                               |                               |                               |  |  |                            |                            |                            |  |  |                        |                        |                        |

## Finał
| Finał: Do 18 wygranych frame'ów · Crucible Theatre, Sheffield, Anglia, 3 i 4 maja 2009 · Sędzia: Michaela Tabb |                    |              |
| John Higgins | 18 – 9             | Shaun Murphy |
| 83-0 (78), 85-6 (52), 79-20, 7-83 (58), 50-96, 4-114 (109), 49-63, 69-34 (50), 98-1 (57), 12-87 (52), 70-51, 95-11 (95), 70-45; 132-0 (128), 82-0 (50), 128-6 (128), 64-42, 0-91 (91), 60-49, 76-43, 28-70, 49-79 (79), 94-26 (61), 80-59 (52), 106-21 (56), 0-78 (59), 105-0 (73) |                    |              |
| 128 | Najwyższy break    | 109          |
| 2 | Breaki stupunktowe | 1            |
| 13 | Breaki 50-punktowe | 7            |

## Breaki stupunktowe fazy zasadniczej turnieju
- Stephen Hendry 147, 140, 117, 114
- John Higgins 141, 131, 129, 128, 128, 128, 116, 114, 113, 107, 104
- Ronnie O’Sullivan 140, 107, 105, 104, 103
- Shaun Murphy 137, 123, 115, 110, 109, 106, 104, 102, 101, 101
- Ryan Day 134, 120, 106
- Stephen Maguire 133, 127, 122, 115, 101
- Ding Junhui 130, 121, 112, 111
- Marco Fu 129, 124, 122, 111
- Mark Allen 129, 119, 119, 115, 108, 108, 106, 103, 103, 103
- Barry Hawkins 129, 105
- Mark Selby 127, 124, 119, 118, 117, 117, 114, 104, 101, 101
- Neil Robertson 125, 124, 112, 105, 101
- Jamie Cope 118, 103, 102
- Graeme Dott 117
- Mark King 114
- Peter Ebdon 113
- Joe Perry 110
- Michael Holt 102
- Stuart Bingham 100
- Ricky Walden 100

## Statystyki turnieju

### Statystyki pierwszej rundy
|                   | Państwo           | Il. zawodników | % uczestników |
| ----------------- | ----------------- | -------------- | ------------- |
| Anglia            | Anglia            | 18             | 56,25%        |
| Szkocja           | Szkocja           | 5              | 15,625%       |
| Irlandia Północna | Irlandia Północna | 3              | 9,375%        |
|                   | Chiny             | 2              | 6,25%         |
| Walia             | Walia             | 2              | 6,25%         |
| Australia         | Australia         | 1              | 3,125%        |
| Hongkong          | Hongkong          | 1              | 3,125%        |

- Liczba uczestników rundy: 32 zawodników
- Liczba rozstawionych zawodników w rundzie: 16
- Liczba nierozstawionych zawodników w rundzie 16
- Liczba zwycięstw zawodników rozstawionych: 14
- Liczba zwycięstw zawodników nierozstawionych: 2
- Liczba rozegranych partii (maksymalnie możliwa): 250 (304)
- Średnia liczba partii w meczu: 15,625
- Najwyższe zwycięstwo: 10:2
- Liczba meczów rozstrzygniętych w ostatniej partii: 0

### Statystyki drugiej rundy
|                   | Państwo           | Il. zawodników | % zawodników |
| ----------------- | ----------------- | -------------- | ------------ |
| Anglia            | Anglia            | 7              | 43,75%       |
| Szkocja           | Szkocja           | 4              | 25%          |
| Irlandia Północna | Irlandia Północna | 1              | 6,25%        |
|                   | Chiny             | 1              | 6,25%        |
| Walia             | Walia             | 1              | 6,25%        |
| Australia         | Australia         | 1              | 6,25%        |
| Hongkong          | Hongkong          | 1              | 6,25%        |

- Liczba uczestników rundy: 16 zawodników
- Liczba rozstawionych zawodników w rundzie: 14
- Liczba nierozstawionych zawodników w rundzie 2
- Liczba zwycięstw zawodników rozstawionych: 8
- Liczba zwycięstw zawodników nierozstawionych: 0
- Liczba rozegranych partii (maksymalnie możliwa): 169 (200)
- Średnia liczba partii w meczu: 21,125
- Najwyższe zwycięstwo: 13:3
- Liczba meczów rozstrzygniętych w ostatniej partii: 1

### Statystyki ćwierćfinałów
|                   | Państwo           | Il. zawodników | % zawodników |
| ----------------- | ----------------- | -------------- | ------------ |
| Szkocja           | Szkocja           | 3              | 37,7%        |
| Anglia            | Anglia            | 2              | 25%          |
| Irlandia Północna | Irlandia Północna | 1              | 12,5%        |
| Walia             | Walia             | 1              | 12,5%        |
| Australia         | Australia         | 1              | 12,5%        |

- Liczba uczestników rundy: 16 zawodników
- Liczba rozstawionych zawodników w rundzie: 8
- Liczba nierozstawionych zawodników w rundzie 0
- Liczba zwycięstw zawodników rozstawionych: 8
- Liczba zwycięstw zawodników nierozstawionych: 0
- Liczba rozegranych partii (maksymalnie możliwa): 94 (100)
- Średnia liczba partii w meczu: 23,5
- Najwyższe zwycięstwo: 13:8
- Liczba meczów rozstrzygniętych w ostatniej partii: 1

### Statystyki półfinałów
|                   | Państwo           | Il. zawodników | % zawodników |
| ----------------- | ----------------- | -------------- | ------------ |
| Anglia            | Anglia            | 1              | 25%          |
| Szkocja           | Szkocja           | 1              | 25%          |
| Irlandia Północna | Irlandia Północna | 1              | 25%          |
| Australia         | Australia         | 1              | 25%          |

- Liczba uczestników rundy: 4 zawodników
- Liczba rozstawionych zawodników w rundzie: 2
- Liczba nierozstawionych zawodników w rundzie 0
- Liczba zwycięstw zawodników rozstawionych: 2
- Liczba zwycięstw zawodników nierozstawionych: 0
- Liczba rozegranych partii (maksymalnie możliwa): 61 (66)
- Średnia liczba partii w meczu: 30,5
- Najwyższe zwycięstwo: 17:13
- Liczba meczów rozstrzygniętych w ostatniej partii: 0

## Podsumowanie turnieju
Czterech zawodników zagrało po raz pierwszy w Crucible Theatre (Ricky Walden, Andrew Higginson, Rory McLeod oraz Martin Gould). Wszyscy debiutanci zakończyli swój udział w turnieju w pierwszej rundzie. Najlepiej (pod względem liczby wygranych partii) zaprezentował się Andrew Higginson, który przegrał z Shaunem Murphym 8:10. Wszyscy pozostali debiutanci wygrali w swoich meczach po sześć partii.
Jamie Burnett wyrównał rekord Barry Pinchesa pod względem najdłuższej przerwy (wynoszącej 13 lat) pomiędzy kolejnymi występami w Crucible. Burnett w 1996 roku przegrał w I rundzie z Terry Griffithsem 9:10.
Dwóch z szesnastu nierozstawionych zawodników awansowało do drugiej rundy: Nigel Bond i Jamie Cope. Obaj zawodnicy zakończyli udział w turnieju przegrywając mecze w drugiej rundzie.
Stephen Hendry w siódmym framie meczu ćwierćfinałowego z Shaunem Murphy wbił dziewiątego w swojej karierze breaka maksymalnego 147 punktów, czym wyrównał rekordowe pod tym względem osiągnięcie Ronnie O’Sullivana. Był to jednocześnie drugi taki wyczyn Szkota podczas Mistrzostw świata (pierwszy w półfinale w 1995 roku przeciwko Jimmy White’owi).
Neil Robertson został pierwszym od 1982 roku Australijczykiem, który awansował do półfinału mistrzostw świata. Wówczas Eddie Charlton przegrał z Rayem Reardonem 11:16.
Finał turnieju sędziowała Michaela Tabb. Była kobietą sędziującą mecz o MŚ w całej historii snookera.
Lider światowego rankingu – Ronnie O’Sullivan – zakończył swój udział w turnieju przegrywając w drugiej rundzie z Markiem Allenem 11:13.
John Higgins zwyciężając w turnieju dołączył do pięciu zawodników, którzy zwyciężali więcej niż dwukrotnie MŚ w tzw. modern era.

## Zmiany na liście rankingowej związane z turniejem

### Sytuacja przed turniejem
Przed turniejem liderem prowizorycznego rankingu na sezon 2009/2010 był Ronnie O’Sullivan, który z 49775 punktami wyprzedzał o 6725 punktów drugiego Stephena Maguire’a. Trzeci, Shaun Murphy miał zgromadzonych 39175 punktów. Jako że w turnieju można uzyskać 10 tysięcy punktów, po turnieju oficjalnym liderem światowego rankingu na sezon 2009/2010 mógł być O’Sullivan lub Maguire, Murphy oraz pozostali gracze mieli za dużą stratę punktową do prowadzącego.
Wyniki turnieju miały zdecydował również o kształcie czołowej szesnastki rankingu, która miałaby zapewniony udział we wszystkich turniejach rankingowych sezonu 2009/2010. Jeden z zawodników (Dave Harold) z prowizorycznej pierwszej szesnastki nie wziął udziału w fazie głównej turnieju (z powodu porażki w eliminacjach).

### Sytuacja po turnieju
W pierwszym dniu turnieju rozstrzygnęła się kwestia lidera rankingu na sezon 2009/2010. Zajmujący pierwsze miejsce na prowizorycznym rankingu Ronnie O’Sullivan potrzebował awansować do drugiej rundy by być pewnym obrony tego miejsca.
Porażka Jamie Cope’a w II rundzie spowodowała, że do czołowej „16” oficjalnej listy rankingowej wróci (po jednorocznej nieobecności) były dwukrotny mistrz świata Mark J. Williams. Cope był jedynym graczem, który mógł wyprzedzić Walijczyka, gdyż w II rundzie grało tylko dwóch zawodników spoza czołowej „16” rankingu (drugim był Nigel Bond, który jednak miał zbyt dużą stratę punktową).
Swoją pozycję w „16” utrzyma Mark King (siedemnasty w prowizorycznym rankingu), głównie z powodu nieobecności w Crucible Dave’a Harolda, natomiast Williams zajmie miejsce Graeme Dotta. Będzie to jedyna zmiana personalna wśród czołowej „16” na oficjalnym rankingu w sezonie 2009/2010.
Drugi na prowizorycznej liście rankingowej Stephen Maguire odrobił do prowadzącego 1200 punktów, ponieważ zakończył swój występ w turnieju w ćwierćfinale, a lider rankingu w 2 rundzie.

## Kwalifikacje

### Pierwsza runda kwalifikacji
Zawodnicy, którzy wygrali mecze pre-kwalifikacji, walczyli o cztery miejsca w fazie głównej kwalifikacji. Declan Hughes poddał walkowerem swój pojedynek z powodu choroby, natomiast wśród zwycięzców znalazł się m.in. weteran Tony Knowles; w sezonie 1984/1985 notowany na drugim miejscu oficjalnej listy rankingowej.
| Li Hang         | 10:2     | Colin Mitchell |
| Declan Hughes   | walkower | Neil Selman    |
| Chris McBreen   | 10:8     | Del Smith      |
| Stefan Mazrocis | 9:10     | Tony Knowles   |

### Faza główna kwalifikacji
Pierwsze trzy rundy kwalifikacji odbyły się w dniach 26 lutego – 4 marca w English Institute of Sport w Sheffield. Daniel Wells, laureat pierwszego stypendium im. Paula Huntera (2007) wygrał wszystkie trzy pojedynki w decydującym, dziewiętnastym framie. W ostatniej rundzie kwalifikacji dobiegła końca jego passa który w swoim czwartym meczu rozstrzygniętym w dziewiętnastym framie, musiał uznać wyższość Barry Hawkinsa 9:10.
Do fazy głównej mistrzostw nie awansował również inny zawodnik startujący od początku eliminacji, Lee Spick, który przegrał z sześciokrotnym mistrzem świata Steve’em Davisem 8:10.
Z drugiej strony, poniżej oczekiwań zaprezentowali się Barry Pinches oraz Robert Milkins, którzy przegrali swoje mecze z niżej notowanymi rywalami. Podobny los spotkał w czwartej rundzie byłego mistrza świata, Johna Parrotta.
Sześciokrotny wicemistrz świata, Jimmy White przegrał w drugiej rundzie 8:10 z Andym Hicksem. Swojego meczu kwalifikacyjnego nie wygrał również dwukrotny wicemistrz świata, zajmujący 17 miejsce na liście rankingowej Matthew Stevens. Przegrał on 4:10 z 63 na liście rankingowej Martinem Gouldem. Kwalifikacji nie przebrnął również mistrz świata z 1997 roku – Ken Doherty, który uległ Gerardowi Greenowi 5:10.
W żadnym z meczów kwalifikacyjnym nie padł wynik 10:0, najwyższe zwycięstwo to 10:1.
|  |                        |                        |                        |                |                |                        |                        |                        |    |                  |                        |                        |                        |  |  |                        |                        |                        |
|  | Runda 2 Do 10 frame’ów | Runda 2 Do 10 frame’ów | Runda 2 Do 10 frame’ów |                |                | Runda 3 Do 10 frame’ów | Runda 3 Do 10 frame’ów | Runda 3 Do 10 frame’ów |    |                  | Runda 4 Do 10 frame’ów | Runda 4 Do 10 frame’ów | Runda 4 Do 10 frame’ów |  |  | Runda 5 Do 10 frame’ów | Runda 5 Do 10 frame’ów | Runda 5 Do 10 frame’ów |
|  | Runda 2 Do 10 frame’ów | Runda 2 Do 10 frame’ów | Runda 2 Do 10 frame’ów |                |                | Runda 3 Do 10 frame’ów | Runda 3 Do 10 frame’ów | Runda 3 Do 10 frame’ów |    |                  | Runda 4 Do 10 frame’ów | Runda 4 Do 10 frame’ów | Runda 4 Do 10 frame’ów |  |  | Runda 5 Do 10 frame’ów | Runda 5 Do 10 frame’ów | Runda 5 Do 10 frame’ów |
|  |                        |                        |                        |                |                |                        |                        |                        |    |                  |                        |                        |                        |  |  |                        |                        |                        |
|  | Matthew Couch          | Matthew Couch          | 10                     | Andrew Norman  | Andrew Norman  | 4                      | John Parrott           | John Parrott           | 3  | Joe Swail        | Joe Swail              | 10                     |                        |  |  |                        |                        |                        |
|  | Matthew Couch          | Matthew Couch          | 10                     | Andrew Norman  | Andrew Norman  | 4                      | John Parrott           | John Parrott           | 3  | Joe Swail        | Joe Swail              | 10                     |                        |  |  |                        |                        |                        |
|  | Michael Georgiou       | Michael Georgiou       | 8                      |                |                | Matthew Couch          | Matthew Couch          | 10                     |    |                  | Matthew Couch          | Matthew Couch          | 10                     |  |  | Matthew Couch          | Matthew Couch          | 1                      |
|  | Michael Georgiou       | Michael Georgiou       | 8                      |                |                | Matthew Couch          | Matthew Couch          | 10                     |    |                  | Matthew Couch          | Matthew Couch          | 10                     |  |  | Matthew Couch          | Matthew Couch          | 1                      |
|  |                        |                        |                        |                |                |                        |                        |                        |    |                  |                        |                        |                        |  |  |                        |                        |                        |
|  | Lee Spick              | Lee Spick              | 10                     | Barry Pinches  | Barry Pinches  | 5                      | Adrian Gunnell         | Adrian Gunnell         | 2  | Steve Davis      | Steve Davis            | 10                     |                        |  |  |                        |                        |                        |
|  | Lee Spick              | Lee Spick              | 10                     | Barry Pinches  | Barry Pinches  | 5                      | Adrian Gunnell         | Adrian Gunnell         | 2  | Steve Davis      | Steve Davis            | 10                     |                        |  |  |                        |                        |                        |
|  | Stephen Craigie        | Stephen Craigie        | 5                      |                |                | Lee Spick              | Lee Spick              | 10                     |    |                  | Lee Spick              | Lee Spick              | 10                     |  |  | Lee Spick              | Lee Spick              | 8                      |
|  | Stephen Craigie        | Stephen Craigie        | 5                      |                |                | Lee Spick              | Lee Spick              | 10                     |    |                  | Lee Spick              | Lee Spick              | 10                     |  |  | Lee Spick              | Lee Spick              | 8                      |
|  |                        |                        |                        |                |                |                        |                        |                        |    |                  |                        |                        |                        |  |  |                        |                        |                        |
|  | Jimmy White            | Jimmy White            | 10                     | Andy Hicks     | Andy Hicks     | 10                     | Rory McLeod            | Rory McLeod            | 10 | Ian McCulloch    | Ian McCulloch          | 7                      |                        |  |  |                        |                        |                        |
|  | Jimmy White            | Jimmy White            | 10                     | Andy Hicks     | Andy Hicks     | 10                     | Rory McLeod            | Rory McLeod            | 10 | Ian McCulloch    | Ian McCulloch          | 7                      |                        |  |  |                        |                        |                        |
|  | Vincent Muldoon        | Vincent Muldoon        | 8                      |                |                | Jimmy White            | Jimmy White            | 8                      |    |                  | Andy Hicks             | Andy Hicks             | 8                      |  |  | Rory McLeod            | Rory McLeod            | 10                     |
|  | Vincent Muldoon        | Vincent Muldoon        | 8                      |                |                | Jimmy White            | Jimmy White            | 8                      |    |                  | Andy Hicks             | Andy Hicks             | 8                      |  |  | Rory McLeod            | Rory McLeod            | 10                     |
|  |                        |                        |                        |                |                |                        |                        |                        |    |                  |                        |                        |                        |  |  |                        |                        |                        |
|  | Daniel Wells           | Daniel Wells           | 10                     | Ian Preece     | Ian Preece     | 9                      | Marcus Campbell        | Marcus Campbell        | 9  | Barry Hawkins    | Barry Hawkins          | 10                     |                        |  |  |                        |                        |                        |
|  | Daniel Wells           | Daniel Wells           | 10                     | Ian Preece     | Ian Preece     | 9                      | Marcus Campbell        | Marcus Campbell        | 9  | Barry Hawkins    | Barry Hawkins          | 10                     |                        |  |  |                        |                        |                        |
|  | Li Hang                | Li Hang                | 9                      |                |                | Daniel Wells           | Daniel Wells           | 10                     |    |                  | Daniel Wells           | Daniel Wells           | 10                     |  |  | Daniel Wells           | Daniel Wells           | 9                      |
|  | Li Hang                | Li Hang                | 9                      |                |                | Daniel Wells           | Daniel Wells           | 10                     |    |                  | Daniel Wells           | Daniel Wells           | 10                     |  |  | Daniel Wells           | Daniel Wells           | 9                      |
|  |                        |                        |                        |                |                |                        |                        |                        |    |                  |                        |                        |                        |  |  |                        |                        |                        |
|  | Supoj Saenla           | Supoj Saenla           | 10                     | Liu Song       | Liu Song       | 10                     | Gerard Greene          | Gerard Greene          | 10 | Ken Doherty      | Ken Doherty            | 5                      |                        |  |  |                        |                        |                        |
|  | Supoj Saenla           | Supoj Saenla           | 10                     | Liu Song       | Liu Song       | 10                     | Gerard Greene          | Gerard Greene          | 10 | Ken Doherty      | Ken Doherty            | 5                      |                        |  |  |                        |                        |                        |
|  | Liu Chuang             | Liu Chuang             | 5                      |                |                | Supoj Saenla           | Supoj Saenla           | 9                      |    |                  | Liu Song               | Liu Song               | 6                      |  |  | Gerard Greene          | Gerard Greene          | 10                     |
|  | Liu Chuang             | Liu Chuang             | 5                      |                |                | Supoj Saenla           | Supoj Saenla           | 9                      |    |                  | Liu Song               | Liu Song               | 6                      |  |  | Gerard Greene          | Gerard Greene          | 10                     |
|  |                        |                        |                        |                |                |                        |                        |                        |    |                  |                        |                        |                        |  |  |                        |                        |                        |
|  | Scott MacKenzie        | Scott MacKenzie        | 9                      | Joe Delaney    | Joe Delaney    | 10                     | Judd Trump             | Judd Trump             | 10 | Stephen Lee      | Stephen Lee            | 10                     |                        |  |  |                        |                        |                        |
|  | Scott MacKenzie        | Scott MacKenzie        | 9                      | Joe Delaney    | Joe Delaney    | 10                     | Judd Trump             | Judd Trump             | 10 | Stephen Lee      | Stephen Lee            | 10                     |                        |  |  |                        |                        |                        |
|  | Wayne Cooper           | Wayne Cooper           | 10                     |                |                | Wayne Cooper           | Wayne Cooper           | 8                      |    |                  | Joe Delaney            | Joe Delaney            | 1                      |  |  | Judd Trump             | Judd Trump             | 8                      |
|  | Wayne Cooper           | Wayne Cooper           | 10                     |                |                | Wayne Cooper           | Wayne Cooper           | 8                      |    |                  | Joe Delaney            | Joe Delaney            | 1                      |  |  | Judd Trump             | Judd Trump             | 8                      |
|  |                        |                        |                        |                |                |                        |                        |                        |    |                  |                        |                        |                        |  |  |                        |                        |                        |
|  | Patrick Wallace        | Patrick Wallace        | 10                     | Mark Joyce     | Mark Joyce     | 6                      | Tom Ford               | Tom Ford               | 10 | Mark J. Williams | Mark J. Williams       | 10                     |                        |  |  |                        |                        |                        |
|  | Patrick Wallace        | Patrick Wallace        | 10                     | Mark Joyce     | Mark Joyce     | 6                      | Tom Ford               | Tom Ford               | 10 | Mark J. Williams | Mark J. Williams       | 10                     |                        |  |  |                        |                        |                        |
|  | Neil Selman            | Neil Selman            | 2                      |                |                | Patrick Wallace        | Patrick Wallace        | 10                     |    |                  | Patrick Wallace        | Patrick Wallace        | 8                      |  |  | Tom Ford               | Tom Ford               | 5                      |
|  | Neil Selman            | Neil Selman            | 2                      |                |                | Patrick Wallace        | Patrick Wallace        | 10                     |    |                  | Patrick Wallace        | Patrick Wallace        | 8                      |  |  | Tom Ford               | Tom Ford               | 5                      |
|  |                        |                        |                        |                |                |                        |                        |                        |    |                  |                        |                        |                        |  |  |                        |                        |                        |
|  | Matthew Selt           | Matthew Selt           | 10                     | Rod Lawler     | Rod Lawler     | 10                     | Ricky Walden           | Ricky Walden           | 10 | Anthony Hamilton | Anthony Hamilton       | 5                      |                        |  |  |                        |                        |                        |
|  | Matthew Selt           | Matthew Selt           | 10                     | Rod Lawler     | Rod Lawler     | 10                     | Ricky Walden           | Ricky Walden           | 10 | Anthony Hamilton | Anthony Hamilton       | 5                      |                        |  |  |                        |                        |                        |
|  | Robert Stephen         | Robert Stephen         | 3                      |                |                | Matthew Selt           | Matthew Selt           | 5                      |    |                  | Rod Lawler             | Rod Lawler             | 1                      |  |  | Ricky Walden           | Ricky Walden           | 10                     |
|  | Robert Stephen         | Robert Stephen         | 3                      |                |                | Matthew Selt           | Matthew Selt           | 5                      |    |                  | Rod Lawler             | Rod Lawler             | 1                      |  |  | Ricky Walden           | Ricky Walden           | 10                     |
|  |                        |                        |                        |                |                |                        |                        |                        |    |                  |                        |                        |                        |  |  |                        |                        |                        |
|  | James McBain           | James McBain           | 10                     | David Morris   | David Morris   | 10                     | Liang Wenbo            | Liang Wenbo            | 10 | Dave Harold      | Dave Harold            | 3                      |                        |  |  |                        |                        |                        |
|  | James McBain           | James McBain           | 10                     | David Morris   | David Morris   | 10                     | Liang Wenbo            | Liang Wenbo            | 10 | Dave Harold      | Dave Harold            | 3                      |                        |  |  |                        |                        |                        |
|  | Chris McBreen          | Chris McBreen          | 2                      |                |                | James McBain           | James McBain           | 3                      |    |                  | David Morris           | David Morris           | 8                      |  |  | Liang Wenbo            | Liang Wenbo            | 10                     |
|  | Chris McBreen          | Chris McBreen          | 2                      |                |                | James McBain           | James McBain           | 3                      |    |                  | David Morris           | David Morris           | 8                      |  |  | Liang Wenbo            | Liang Wenbo            | 10                     |
|  |                        |                        |                        |                |                |                        |                        |                        |    |                  |                        |                        |                        |  |  |                        |                        |                        |
|  | Simon Bedford          | Simon Bedford          | 10                     | David Roe      | David Roe      | 7                      | Jamie Burnett          | Jamie Burnett          | 10 | Fergal O’Brien   | Fergal O’Brien         | 6                      |                        |  |  |                        |                        |                        |
|  | Simon Bedford          | Simon Bedford          | 10                     | David Roe      | David Roe      | 7                      | Jamie Burnett          | Jamie Burnett          | 10 | Fergal O’Brien   | Fergal O’Brien         | 6                      |                        |  |  |                        |                        |                        |
|  | David Grace            | David Grace            | 6                      |                |                | Simon Bedford          | Simon Bedford          | 10                     |    |                  | Simon Bedford          | Simon Bedford          | 8                      |  |  | Jamie Burnett          | Jamie Burnett          | 10                     |
|  | David Grace            | David Grace            | 6                      |                |                | Simon Bedford          | Simon Bedford          | 10                     |    |                  | Simon Bedford          | Simon Bedford          | 8                      |  |  | Jamie Burnett          | Jamie Burnett          | 10                     |
|  |                        |                        |                        |                |                |                        |                        |                        |    |                  |                        |                        |                        |  |  |                        |                        |                        |
|  | Jamie Jones            | Jamie Jones            | 10                     | Robert Milkins | Robert Milkins | 7                      | A. Higginson           | A. Higginson           | 10 | Michael Judge    | Michael Judge          | 4                      |                        |  |  |                        |                        |                        |
|  | Jamie Jones            | Jamie Jones            | 10                     | Robert Milkins | Robert Milkins | 7                      | A. Higginson           | A. Higginson           | 10 | Michael Judge    | Michael Judge          | 4                      |                        |  |  |                        |                        |                        |
|  | Atthasit Mahitthi      | Atthasit Mahitthi      | 9                      |                |                | Jamie Jones            | Jamie Jones            | 10                     |    |                  | Jamie Jones            | Jamie Jones            | 8                      |  |  | A. Higginson           | A. Higginson           | 10                     |
|  | Atthasit Mahitthi      | Atthasit Mahitthi      | 9                      |                |                | Jamie Jones            | Jamie Jones            | 10                     |    |                  | Jamie Jones            | Jamie Jones            | 8                      |  |  | A. Higginson           | A. Higginson           | 10                     |
|  |                        |                        |                        |                |                |                        |                        |                        |    |                  |                        |                        |                        |  |  |                        |                        |                        |
|  | Lewis Roberts          | Lewis Roberts          | 10                     | Paul Davies    | Paul Davies    | 10                     | Jimmy Michie           | Jimmy Michie           | 6  | Jamie Cope       | Jamie Cope             | 10                     |                        |  |  |                        |                        |                        |
|  | Lewis Roberts          | Lewis Roberts          | 10                     | Paul Davies    | Paul Davies    | 10                     | Jimmy Michie           | Jimmy Michie           | 6  | Jamie Cope       | Jamie Cope             | 10                     |                        |  |  |                        |                        |                        |
|  | Aditya Mehta           | Aditya Mehta           | 8                      |                |                | Lewis Roberts          | Lewis Roberts          | 7                      |    |                  | Paul Davies            | Paul Davies            | 10                     |  |  | Paul Davies            | Paul Davies            | 5                      |
|  | Aditya Mehta           | Aditya Mehta           | 8                      |                |                | Lewis Roberts          | Lewis Roberts          | 7                      |    |                  | Paul Davies            | Paul Davies            | 10                     |  |  | Paul Davies            | Paul Davies            | 5                      |
|  |                        |                        |                        |                |                |                        |                        |                        |    |                  |                        |                        |                        |  |  |                        |                        |                        |
|  | Kuldesh Johal          | Kuldesh Johal          | 8                      | David Gray     | David Gray     | 8                      | Mike Dunn              | Mike Dunn              | 10 | Nigel Bond       | Nigel Bond             | 10                     |                        |  |  |                        |                        |                        |
|  | Kuldesh Johal          | Kuldesh Johal          | 8                      | David Gray     | David Gray     | 8                      | Mike Dunn              | Mike Dunn              | 10 | Nigel Bond       | Nigel Bond             | 10                     |                        |  |  |                        |                        |                        |
|  | Jin Long               | Jin Long               | 10                     |                |                | Jin Long               | Jin Long               | 10                     |    |                  | Jin Long               | Jin Long               | 7                      |  |  | Mike Dunn              | Mike Dunn              | 7                      |
|  | Jin Long               | Jin Long               | 10                     |                |                | Jin Long               | Jin Long               | 10                     |    |                  | Jin Long               | Jin Long               | 7                      |  |  | Mike Dunn              | Mike Dunn              | 7                      |
|  |                        |                        |                        |                |                |                        |                        |                        |    |                  |                        |                        |                        |  |  |                        |                        |                        |
|  | Peter Lines            | Peter Lines            | 10                     | Mark Davis     | Mark Davis     | 10                     | Michael Holt           | Michael Holt           | 10 | Dominic Dale     | Dominic Dale           | 7                      |                        |  |  |                        |                        |                        |
|  | Peter Lines            | Peter Lines            | 10                     | Mark Davis     | Mark Davis     | 10                     | Michael Holt           | Michael Holt           | 10 | Dominic Dale     | Dominic Dale           | 7                      |                        |  |  |                        |                        |                        |
|  | Andy Lee               | Andy Lee               | 8                      |                |                | Peter Lines            | Peter Lines            | 6                      |    |                  | Mark Davis             | Mark Davis             | 9                      |  |  | Michael Holt           | Michael Holt           | 10                     |
|  | Andy Lee               | Andy Lee               | 8                      |                |                | Peter Lines            | Peter Lines            | 6                      |    |                  | Mark Davis             | Mark Davis             | 9                      |  |  | Michael Holt           | Michael Holt           | 10                     |
|  |                        |                        |                        |                |                |                        |                        |                        |    |                  |                        |                        |                        |  |  |                        |                        |                        |
|  | Paul Davison           | Paul Davison           | 5                      | Stuart Pettman | Stuart Pettman | 10                     | Alan McManus           | Alan McManus           | 10 | Stuart Bingham   | Stuart Bingham         | 10                     |                        |  |  |                        |                        |                        |
|  | Paul Davison           | Paul Davison           | 5                      | Stuart Pettman | Stuart Pettman | 10                     | Alan McManus           | Alan McManus           | 10 | Stuart Bingham   | Stuart Bingham         | 10                     |                        |  |  |                        |                        |                        |
|  | Andrew Pagett          | Andrew Pagett          | 10                     |                |                | Andrew Pagett          | Andrew Pagett          | 3                      |    |                  | Stuart Pettman         | Stuart Pettman         | 8                      |  |  | Alan McManus           | Alan McManus           | 6                      |
|  | Andrew Pagett          | Andrew Pagett          | 10                     |                |                | Andrew Pagett          | Andrew Pagett          | 3                      |    |                  | Stuart Pettman         | Stuart Pettman         | 8                      |  |  | Alan McManus           | Alan McManus           | 6                      |
|  |                        |                        |                        |                |                |                        |                        |                        |    |                  |                        |                        |                        |  |  |                        |                        |                        |
|  | Rodney Goggins         | Rodney Goggins         | 10                     | Martin Gould   | Martin Gould   | 10                     | David Gilbert          | David Gilbert          | 8  | Matthew Stevens  | Matthew Stevens        | 4                      |                        |  |  |                        |                        |                        |
|  | Rodney Goggins         | Rodney Goggins         | 10                     | Martin Gould   | Martin Gould   | 10                     | David Gilbert          | David Gilbert          | 8  | Matthew Stevens  | Matthew Stevens        | 4                      |                        |  |  |                        |                        |                        |
|  | Tony Knowles           | Tony Knowles           | 4                      |                |                | Rodney Goggins         | Rodney Goggins         | 7                      |    |                  | Martin Gould           | Martin Gould           | 10                     |  |  | Martin Gould           | Martin Gould           | 10                     |
|  | Tony Knowles           | Tony Knowles           | 4                      |                |                | Rodney Goggins         | Rodney Goggins         | 7                      |    |                  | Martin Gould           | Martin Gould           | 10                     |  |  | Martin Gould           | Martin Gould           | 10                     |

### Breaki fazy kwalifikacji
Najwyższy break fazy kwalifikacji – 145 punktów, uzyskał Walijczyk Mark Williams.

- Mark Williams 145
- Judd Trump 137, 100
- Andy Hicks 135, 102
- Jimmy White 134, 124, 120, 104
- Liang Wenbo 134, 120, 100
- Matthew Selt 134, 103
- John Parrott 131
- Daniel Wells 129, 127, 106, 100
- Matthew Couch 129
- Ricky Walden 128, 103
- Barry Hawkins 128, 103
- Michael Holt 127
- Rory McLeod 127
- David Morris 126
- Ian McCulloch 125, 122, 103
- Tom Ford 121, 105, 104
- David Gilbert 119
- Mark Davis 117
- Jamie Burnett 117
- Stefan Mazrocis 116
- Ken Doherty 116
- Anthony Hamilton 115
- Nigel Bond 114
- Martin Gould 113, 108, 105, 100
- Li Hang 112, 109
- Wayne Cooper 111
- Stuart Pettman 110
- Dominic Dale 110
- Lee Spick 109, 101
- Aditya Mehta 109
- Jin Long 105, 105
- Gerard Greene 104
- Jamie Cope 103
- Scott MacKenzie 102
- Jamie Jones 102
- Paul Davison 102
- Liu Song 100